# Brani musicali di Cristina D'Avena
I brani musicali di Cristina D'Avena comprendono le due canzoni partecipanti allo Zecchino d'Oro e i brani incisi in coro e da solista durante gli anni al Piccolo Coro dell'Antoniano (vengono qui elencati solamente quei brani di cui si conosce anno e titolo esatto).
Successivamente viene elencato il fulcro della sua produzione, ovvero le sigle di cartoni animati, telefilm e trasmissioni TV e le altre canzoni (compresa buona parte degli inediti), incise a partire dal 1981 per la Five Record/RTI Music del gruppo Mediaset, per un totale di circa 700 brani di cui 392 sigle (di cui 12 ancora inedite su supporto discografico e in streaming), suddivise a loro volta tra 371 sigle di cartoni animati, 12 sigle di telefilm, 9 sigle TV e 41 remix.
All'elenco delle sue incisioni appartengono anche quelle canzoni originali la cui musica venne composta e arrangiata all'estero (Giappone o Stati Uniti), delle quali, tuttavia, non si conosce il titolo italiano esatto; ad oggi inedite, esse sono ascoltabili all'interno delle seguenti serie animate: L'incantevole Creamy, Evelyn e la magia di un sogno d'amore, Magica Magica Emi, Memole dolce Memole, Alla scoperta di Babbo Natale e Vola mio mini Pony.
Allo stesso modo sono da menzionare anche numerose cover qui non elencate, per la maggior parte di proprietà RTI ed anch'esse inedite: sebbene regolarmente incise, sono state realizzate esclusivamente per essere eseguite all'interno di trasmissioni televisive di cui la cantante è stata componente del cast, oppure ospite.
I dati relativi ai brani dal 1991 in poi sono riportati da dati SIAE.
| Zecchino d'Oro 1981-1985 · 1986 · 1987 · 1988 · 1989 · 1990 1991 · 1992 · 1993 · 1994 · 1995 · 1996 · 1997 · 1998 · 1999 · 2000 2001 · 2002 · 2003 · 2004 · 2005-2006 · 2007-2010 2011-2016 · 2017 · 2018-2024 |

## Zecchino d'Oro e Piccolo Coro dell'Antoniano
| Anno | Titolo                                                                                | Note                                                            |
| ---- | ------------------------------------------------------------------------------------- | --------------------------------------------------------------- |
| 1968 | Il valzer del moscerino                                                               | 10º Zecchino d'Oro                                              |
| 1968 | Sorridi, sorridi                                                                      |                                                                 |
| 1969 | È tanto facile                                                                        | Sigla della trasmissione televisiva La domenica è un'altra cosa |
| 1970 | O mein papà                                                                           |                                                                 |
| 1971 | È fuggito l'agnellino (con Marlena D'Ambrosio)                                        | 13º Zecchino d'Oro                                              |
| 1971 | Il caffè della Peppina                                                                | In lingua giapponese                                            |
| 1971 | Il sorpassista                                                                        | In lingua giapponese                                            |
| 1973 | Le rane vogliono un re                                                                |                                                                 |
| 1973 | Il lupo e il cane                                                                     |                                                                 |
| 1974 | Cocco e Drilli                                                                        |                                                                 |
| 1975 | Il cantico delle creature                                                             |                                                                 |
| 1975 | Due salmi: I cieli narrano - Salmo 18 (19) / Ecco, dono del Signore - Salmo 126 (127) |                                                                 |
| 1976 | Il giorno del non compleanno                                                          |                                                                 |
| 1978 | C'era una volta... (Honky Tonky)                                                      |                                                                 |
| 1978 | Il trenino                                                                            |                                                                 |
| 1979 | Il leone                                                                              |                                                                 |
| 1980 | Ciao nonnino                                                                          |                                                                 |
| 1981 | La balena                                                                             |                                                                 |

## Sigle televisive e canzoni varie

### 1981-1990

#### 1981-1985
| Anno | Titolo                                   | Durata | Testo                                                         | Musica                                                        | Pubblicazione                        | Edizioni musicali                                                       | Note |
| ---- | ---------------------------------------- | ------ | ------------------------------------------------------------- | ------------------------------------------------------------- | ------------------------------------ | ----------------------------------------------------------------------- | --- |
| 1981 | Bambino Pinocchio                        | 2:42   | Luciano Beretta                                               | Augusto Martelli                                              | Do re mi... Five – Cantiamo con Five | RTI S.p.A.                                                              | Sigla della serie animata Pinocchio                                                                         |
| 1982 | A E I O U                                | 2:46   | Pierre A.L. Petrus Kartner Adattamento italiano: Paola Blandi | Pierre A.L. Petrus Kartner Adattamento italiano: Paola Blandi | I Puffi                              | Blue Team Music                                                         | In duetto con i Puffi                                                                                       |
| 1982 | Canzone dei Puffi                        | 2:26   | Victor Szell Adattamento italiano: Alessandra Valeri Manera   | Dan Lacksman                                                  | I Puffi                              | SEPP International, S.A./RTI S.p.A.                                     | - Sigla della serie animata I Puffi - Featuring Gastone Pescucci                                            |
| 1982 | Canzone dei Puffi                        | —      | Victor Szell Adattamento italiano: Alessandra Valeri Manera   | Dan Lacksman                                                  | —                                    | SEPP International, S.A./RTI S.p.A.                                     | - Versione con i cori di Victorio Pezzolla e Ferry Wienneke - Featuring Gastone Pescucci                    |
| 1982 | Ghimbirighimbi                           | 2:20   | Mario Rasini                                                  | Augusto Martelli                                              | Do re mi... Five – Cantiamo con Five | RTI S.p.A.                                                              | — |
| 1982 | La scuola dei Puffi                      | 3:08   | Jean-François Porry Adattamento italiano: Paola Blandi        | G. Behrle, J.F.F. Ferry Wienneke e Frankfurter                | I Puffi                              | Blue Team Music                                                         | — |
| 1982 | Laura                                    | 3:30   | Mario Rasini                                                  | Augusto Martelli                                              | Do re mi... Five – Cantiamo con Five | RTI S.p.A.                                                              | Sigla della serie animata omonima                                                                           |
| 1982 | Mon Ciccì                                | 2:30   | Roberto Garbarino                                             | Marino Marini                                                 | Do re mi... Five – Cantiamo con Five | RTI S.p.A.                                                              | Sigla della serie animata omonima                                                                           |
| 1982 | Notte Puff                               | 2:08   | Guenther Behrle Adattamento italiano: Paola Blandi            | Jay Ferne                                                     | I Puffi                              | Blue Team Music                                                         | — |
| 1982 | Tutti abbiamo un cuore                   | 3:43   | Luciano Beretta e Albano Bertoni                              | Giovanni D'Aquila                                             | Do re mi... Five – Cantiamo con Five | RTI S.p.A.                                                              | Sigla della serie animata Piccole donne                                                                     |
| 1983 | I ragazzi della Senna                    | 2:54   | Alessandra Valeri Manera                                      | Augusto Martelli                                              | Fivelandia (vinile)                  | RTI S.p.A.                                                              | - Sigla della serie animata Il Tulipano Nero - La Stella della Senna - Prima versione con errore "4 luglio" |
| 1983 | I ragazzi della Senna (Il Tulipano Nero) | 2:54   | Alessandra Valeri Manera                                      | Augusto Martelli                                              | Fivelandia (MC)                      | RTI S.p.A.                                                              | Sigla della serie animata Il Tulipano Nero - La Stella della Senna                                          |
| 1983 | John e Solfamì                           | 3:00   | Jacques Zegers Adattamento italiano: Alessandra Valeri Manera | Henri Seroka                                                  | Fivelandia                           | Anihanbar Music Company/I.M.P.S. SA/SEPP International, S.A./RTI S.p.A. | Sigla della serie animata I Puffi                                                                           |
| 1983 | La regina dei mille anni                 | 3:02   | Alessandra Valeri Manera                                      | Augusto Martelli                                              | Fivelandia                           | RTI S.p.A.                                                              | - Sigla della serie animata omonima - Con Orchestra e Coro di Augusto Martelli                              |
| 1983 | Lucy                                     | 3:05   | Luciano Beretta                                               | Augusto Martelli                                              | Fivelandia                           | RTI S.p.A.                                                              | - Sigla della serie animata Lucy May - Con Orchestra e Coro di Augusto Martelli                             |
| 1983 | New Five Time                            | 3:40   | Alessandra Valeri Manera                                      | Augusto Martelli                                              | Fivelandia                           | RTI S.p.A.                                                              | - Sigla del programma televisivo Five Time - In duetto con Five (voce di Marco Columbro)                    |

| Anno | Titolo                                    | Serie di riferimento          | Note                               |
| ---- | ----------------------------------------- | ----------------------------- | ---------------------------------- |
| 1984 | Puffi la la la                            | I Puffi                       | Versione singolo                   |
| 1984 | Puffi la la la                            | I Puffi                       | Versione album                     |
| 1984 | Pollon, Pollon combinaguai                | C'era una volta... Pollon     |                                    |
| 1984 | Nanà Supergirl                            | Nanà Supergirl                |                                    |
| 1984 | Là sui monti con Annette                  | Sui monti con Annette         |                                    |
| 1984 | Bum Bum                                   | Bun Bun                       |                                    |
| 1984 | Georgie                                   | Georgie                       |                                    |
| 1984 | Ciao Ciao                                 |                               |                                    |
| 1984 | Rascal - Il mio amico orsetto             | Rascal, il mio amico orsetto  |                                    |
| 1985 | L'incantevole Creamy                      | L'incantevole Creamy          |                                    |
| 1985 | Che bello essere un Puffo                 | I Puffi                       |                                    |
| 1985 | Evelyn e la magia di un sogno d'amore     |                               |                                    |
| 1985 | Le avventure della dolce Katy             | Le avventure della dolce Kati |                                    |
| 1985 | Lo strano mondo di Minù                   |                               |                                    |
| 1985 | Occhi di gatto                            |                               |                                    |
| 1985 | Arrivano gli Snorky/Ciao siamo gli Snorky | Gli Snorky                    |                                    |
| 1985 | Il grande sogno di Maya                   | Il grande sogno di Maya       |                                    |
| 1985 | Kiss Me Licia                             | Kiss Me Licia                 |                                    |
| 1985 | Kiss Me Licia                             | Kiss Me Licia                 | Versione con intro alternativo     |
| 1985 | Andrea e Giuliano                         | Kiss Me Licia                 | Interprete accreditata come Licia  |
| 1985 | Il mio gatto Giuliano                     | Kiss Me Licia                 | Interprete accreditata come Andrea |
| 1985 | Freeway                                   | Kiss Me Licia                 | Corista                            |
| 1985 | Lonely Boy                                | Kiss Me Licia                 | Corista                            |
| 1985 | Let me feel                               | Kiss Me Licia                 | Corista                            |
| 1985 | Baby I love you                           | Kiss Me Licia                 | Corista                            |
| 1985 | Fire                                      | Kiss Me Licia                 | Corista                            |

#### 1986
| Anno | Titolo                                 | Serie di riferimento                   | Note                              |
| ---- | -------------------------------------- | -------------------------------------- | --------------------------------- |
| 1986 | Mila e Shiro due cuori nella pallavolo | Mila e Shiro due cuori nella pallavolo |                                   |
| 1986 | Magica, magica Emi                     | Magica magica Emi                      |                                   |
| 1986 | Il mago di Oz                          |                                        |                                   |
| 1986 | Memole dolce Memole                    |                                        |                                   |
| 1986 | Lovely Sara                            |                                        |                                   |
| 1986 | Alla scoperta di Babbo Natale          |                                        |                                   |
| 1986 | Memole dolce Memole                    | Memole dolce Memole                    | Versione con chiusura alternativa |
| 1986 | Ninna nanna di Brahms                  |                                        |                                   |
| 1986 | Love me Licia                          | Love me Licia                          |                                   |
| 1986 | La ninna nanna di Licia                | Love me Licia                          |                                   |
| 1986 | Cantata con Enzo Draghi                | Love me Licia                          |                                   |
| 1986 | Natale con Licia                       | Love me Licia                          |                                   |
| 1986 | Andrea                                 | Love me Licia                          |                                   |
| 1986 | Noi Snorky incontrerai                 | Gli Snorky                             |                                   |
| 1986 | L'isola speciale                       | Gli Snorky                             |                                   |
| 1986 | Snorkylandia                           | Gli Snorky                             |                                   |
| 1986 | Guarda come sbuffa, guarda come soffia | Gli Snorky                             |                                   |
| 1986 | Impara a sorridere                     | Gli Snorky                             |                                   |
| 1986 | Tic Toc Tic, che ora è?                | Gli Snorky                             |                                   |
| 1986 | Noi ridiamo, noi cantiamo              | Gli Snorky                             |                                   |
| 1986 | Bollicina                              | Gli Snorky                             |                                   |
| 1986 | Ricorda che                            | Gli Snorky                             |                                   |
| 1986 | Sempre sognerai                        | Gli Snorky                             |                                   |
| 1986 | David Gnomo amico mio                  | David Gnomo amico mio                  |                                   |
| 1986 | Slizvaiz                               | David Gnomo amico mio                  |                                   |
| 1986 | Uno gnomo                              | David Gnomo amico mio                  | con Pietro Ubaldi                 |
| 1986 | Dai vieni qui David                    | David Gnomo amico mio                  |                                   |
| 1986 | Puffa di qua, puffa di là              | I Puffi                                |                                   |
| 1986 | Buon compleanno Grande Puffo           | I Puffi                                |                                   |
| 1986 | Vola mio mini pony                     |                                        |                                   |
| 1986 | Sandy dai mille colori                 |                                        |                                   |

#### 1987
| Anno | Titolo                                  | Serie di riferimento                   | Note                                 |
| ---- | --------------------------------------- | -------------------------------------- | ------------------------------------ |
| 1987 | Puffiamo un, due, tre all'avventura     | I Puffi                                |                                      |
| 1987 | Madre Natura                            | I Puffi                                |                                      |
| 1987 | Oh oh Baby Puffo oh                     | I Puffi                                |                                      |
| 1987 | Un, due, tre l'orchestra c'è            | I Puffi                                |                                      |
| 1987 | Vanità, vanità                          | I Puffi                                |                                      |
| 1987 | Oh Gargamella... ahi, ahi!!!            | I Puffi                                |                                      |
| 1987 | Sempre allegri                          | I Puffi                                |                                      |
| 1987 | Puffa una canzone                       | I Puffi                                |                                      |
| 1987 | La magia è sempre qua                   | I Puffi                                |                                      |
| 1987 | Puffiamo un girotondo                   | I Puffi                                |                                      |
| 1987 | Magica canzone                          | I Puffi                                |                                      |
| 1987 | Licia dolce Licia                       | Licia dolce Licia                      |                                      |
| 1987 | Noi, insieme noi                        | Licia dolce Licia                      |                                      |
| 1987 | Cantato con Enzo Draghi                 | Licia dolce Licia                      |                                      |
| 1987 | Jem                                     |                                        |                                      |
| 1987 | Pollyanna                               |                                        |                                      |
| 1987 | Alice nel paese delle meraviglie        |                                        |                                      |
| 1987 | Gli Amici Cercafamiglia                 | Gli Amici Cercafamiglia                | Versione incisa per la messa in onda |
| 1987 | Gli Amici Cercafamiglia                 | Gli Amici Cercafamiglia                | Versione incisa per la pubblicazione |
| 1987 | Ogni Puffo pufferà                      | I Puffi                                |                                      |
| 1987 | Juny peperina inventatutto              |                                        |                                      |
| 1987 | Teneramente Licia                       | Teneramente Licia                      |                                      |
| 1987 | La poesia sei tu                        | Teneramente Licia                      | Cantato con Enzo Draghi              |
| 1987 | Amore mio                               | Teneramente Licia                      |                                      |
| 1987 | Un sogno aspetta noi                    | Teneramente Licia                      | Cantato con Enzo Draghi              |
| 1987 | Se penso a te                           | Teneramente Licia                      | Cantato con Enzo Draghi              |
| 1987 | Quando arrivi tu                        | Teneramente Licia                      |                                      |
| 1987 | Piccola bianca Sibert                   | Piccola, bianca Sibert                 |                                      |
| 1987 | Magica Sibert                           | Piccola, bianca Sibert                 |                                      |
| 1987 | Pinguini                                | Piccola, bianca Sibert                 |                                      |
| 1987 | Dolce Sibert                            | Piccola, bianca Sibert                 |                                      |
| 1987 | Grafite                                 | Piccola, bianca Sibert                 | Cantato con Pietro Ubaldi            |
| 1987 | Sibert                                  | Piccola, bianca Sibert                 |                                      |
| 1987 | Resta qui con noi                       | Piccola, bianca Sibert                 |                                      |
| 1987 | Tommy                                   | Piccola, bianca Sibert                 |                                      |
| 1987 | Una vera amica                          | Piccola, bianca Sibert                 |                                      |
| 1987 | Lassù nel cielo volerai                 | Piccola, bianca Sibert                 |                                      |
| 1987 | Negli occhi brillan le stelle           | Piccola, bianca Sibert                 |                                      |
| 1987 | Vieni, dai vieni con noi                | Piccola, bianca Sibert                 |                                      |
| 1987 | La strada d'argento                     | Piccola, bianca Sibert                 |                                      |
| 1987 | Chi ha visto il vento?                  | Piccola, bianca Sibert                 |                                      |
| 1987 | Il fiore fiorirà                        | Piccola, bianca Sibert                 |                                      |
| 1987 | Guarda, guarda bene                     | Piccola, bianca Sibert                 |                                      |
| 1987 | Maple Town: un nido di simpatia         | Maple Town - Un nido di simpatia       |                                      |
| 1987 | Patty e Bobby (Chi trova un vero amico) | Maple Town - Un nido di simpatia       |                                      |
| 1987 | Quando arriverai a Maple Town           | Maple Town - Un nido di simpatia       |                                      |
| 1987 | Oh luna amica mia                       | Maple Town - Un nido di simpatia       |                                      |
| 1987 | Vieni al mare dai                       | Maple Town - Un nido di simpatia       |                                      |
| 1987 | Quando un giorno tu crescerai           | Maple Town - Un nido di simpatia       |                                      |
| 1987 | Che festa si farà                       | Maple Town - Un nido di simpatia       |                                      |
| 1987 | C'è amore in ogni cosa                  | Maple Town - Un nido di simpatia       |                                      |
| 1987 | Maple Town, di meglio non c'è           | Maple Town - Un nido di simpatia       |                                      |
| 1987 | Princesse Sarah                         | Lovely Sara                            |                                      |
| 1987 | Emi magique                             | Magica magica Emi                      |                                      |
| 1987 | Dans les Alpes avec Annette             | Sui monti con Annette                  |                                      |
| 1987 | Jeanne et Serge                         | Mila e Shiro due cuori nella pallavolo |                                      |
| 1987 | Denny                                   |                                        |                                      |
| 1987 | Lady Lovely                             |                                        |                                      |
| 1987 | Una sirenetta fra noi                   |                                        |                                      |

#### 1988
- Balliamo e cantiamo con Licia (sigla del telefilm omonimo)
- Il silenzio è... (con Enzo Draghi)
- Malinconia
- Con la primavera nel cuore (con Enzo Draghi)
- Pensare e sentire con te (con Enzo Draghi)
- Rimboccata dalla luna la città già dorme
- Hilary
- Che famiglia è questa Family!
- Fufur superstar (sigla della serie animata Foofur superstar)
- Siamo quelli di Beverly Hills
- Una per tutte, tutte per una (sigla della serie animata Una per tutte, tutte per una (Piccole Donne))
- Puffi qua e là (sigla della serie animata I Puffi)
- Prendi il mondo e vai
- Principessa dai capelli blu (sigla della serie animata La principessa dai capelli blu)
- Kolby e i suoi piccoli amici
- Arriva Cristina (sigla del telefilm omonimo)
- Day by day (con Ricky Belloni ed Enzo Draghi)
- In un ricordo c'è (con Ricky Belloni)
- Un amico
- Riuscirai
- Nasce un sogno (con Enzo Draghi)
- Meravigliosa libertà (con Ricky Belloni)
- Sensazioni
- Tanto amore
- Insieme
- Fantasia (con Enzo Draghi)
- Viaggiamo con Benjamin
- Oh oh oh Ruggine (con Pietro Ubaldi)
- Pianeta piccino
- Taca-Taca Chun-Chun (con Pietro Ubaldi e altri interpreti)
- Per te Benjamin
- Ben-Benjamin
- Mia dolce Agnese (con Pietro Ubaldi) (interprete accreditata come Agnese)
- Il giudice di pace (con Pietro Ubaldi)
- Palla al centro per Rudy
- C'è la partita
- Le scarpe al chiodo appenderai
- Che grande goleador
- Rudy siamo tutti qui per te
- Alé-oo
- L'allenamento
- Sempre attento al regolamento
- Forse diverrai un campione
- Milly un giorno dopo l'altro
- È quasi magia, Johnny! (sigla della serie animata È quasi magia Johnny)
- D'Artagnan e i moschettieri del re
- Siamo fatti così - Esplorando il corpo umano (sigla della serie animata Siamo fatti così)

#### 1989
- Sabato al circo (sigla della prima edizione della trasmissione televisiva omonima)
- Evviva Palm Town
- Conte Dacula
- Questa allegra gioventù
- I Puffi sanno (sigla della serie animata I Puffi)
- Ciao io sono Michael
- Ti voglio bene Denver
- Piccolo Lord
- Dolce Candy
- Teodoro e l'invenzione che non va
- Cristina (sigla del telefilm omonimo)
- Una grande città
- Una grande città (versione con i cori de I Piccoli Cantori di Milano)
- Rimani te stesso
- Rimani te stesso (con Ricky Belloni)
- Rimani te stesso (con Ricky Belloni) (versione con i cori de I Piccoli Cantori di Milano)
- Guarda un po' più in là
- Guarda un po' più in là (versione con i cori de I Piccoli Cantori di Milano)
- Guarda un po' più in là (con Ricky Belloni)
- Aspettiamo te
- Aspettiamo te (versione con i cori de I Piccoli Cantori di Milano)
- Dire di sì, dire di no
- Dire si sì, dire di no (versione con i cori de I Piccoli Cantori di Milano)
- Dire di sì, dire di no (con Ricky Belloni)
- Noi vorremmo (con Ricky Belloni)
- Noi vorremmo (con Ricky Belloni) (versione con i cori de I Piccoli Cantori di Milano)
- Noi vorremmo (con Ricky Belloni, Enzo Draghi e altri interpreti)
- Noi vorremmo (con Carlo Pistarino, Sabina Stilo, Fiorella Pierobon e Gerry Scotti)
- Videogame
- Videogame (versione con i cori de I Piccoli Cantori di Milano)
- Che segreti hai
- Che segreti hai (versione con i cori de I Piccoli Cantori di Milano)
- Domande, risposte
- Domande, risposte (versione con i cori de I Piccoli Cantori di Milano)
- Evviva l'allegria
- Evviva l'allegria (versione con i cori de I Piccoli Cantori di Milano) (utilizzato anche come sigla della trasmissione televisiva omonima)
- Bobobobs (sigla della serie animata I Bobobobs)
- Zero in condotta

#### 1990
- Alvin rock'n'roll
- Un mondo di magia
- Al circo, al circo (sigla della seconda edizione della trasmissione televisiva Sabato al circo)
- Le avventure di Teddy Ruxpin
- Amici Puffi (sigla della serie animata I Puffi)
- Dinosaucers
- Grande, piccolo Magoo
- Niente paura, c'è Alfred!
- Super Mario
- Jenny, Jenny (versione incisa per la messa in onda) (sigla della serie animata Jenny la tennista durante gli anni '90)
- Jenny, Jenny (versione incisa per la pubblicazione)
- Cri Cri (sigla del telefilm omonimo)
- Dai parla un po' con noi
- Dai parla un po' con noi (versione con i cori de I Piccoli Cantori di Milano)
- Dai parla un po' con noi (con Ricky Belloni)
- Belli dentro
- Belli dentro (versione con i cori de I Piccoli Cantori di Milano)
- Crescerai (utilizzato anche come sigla della telenovela Marcellina)
- Crescerai (versione con i cori de I Piccoli Cantori di Milano)
- Precipitevolissimevolmente
- Precipitevolissimevolmente (versione con i cori de I Piccoli Cantori di Milano)
- Precipitevolissimevolmente (con Ricky Belloni)
- Voci
- Voci (versione con i cori de I Piccoli Cantori di Milano)
- Fai così, fai cosà
- Fai così, fai cosà (versione con i cori de I Piccoli Cantori di Milano)
- Tredici anni
- Tredici anni (versione con i cori de I Piccoli Cantori di Milano)
- Provaci pure tu
- Provaci pure tu (versione con i cori de I Piccoli Cantori di Milano)
- Ci vuol coraggio
- Ci vuol coraggio (versione con i cori de I Piccoli Cantori di Milano)
- Ci vuol coraggio (con Ricky Belloni)
- Promesse
- Promesse (versione con i cori de I Piccoli Cantori di Milano)
- Gioventù
- Gioventù (versione con i cori de I Piccoli Cantori di Milano)
- Buon Natale
- Buon Natale (versione con i cori de I Piccoli Cantori di Milano)
- I Tenerissimi (sigla della collana di VHS omonima)
- Un regno incantato per Zelda

### 1991-2000

#### 1991
| Anno | Titolo                          | Durata | Testo                    | Musica                       | Pubblicazione                                                                                     | Edizioni musicali                                 | Note                                                                                               |
| ---- | ------------------------------- | ------ | ------------------------ | ---------------------------- | ------------------------------------------------------------------------------------------------- | ------------------------------------------------- | -------------------------------------------------------------------------------------------------- |
| 1991 | Benvenuta Gigì                  | 2:59   | Alessandra Valeri Manera | Carmelo Carucci              | Cristina D'Avena e i tuoi amici in TV 5                                                           | RTI S.p.A.                                        | Sigla dell'omonima serie animata                                                                   |
| 1991 | Bonjour Marianne                | 3:04   | Alessandra Valeri Manera | Carmelo Carucci              | Fivelandia 10 – Le più belle sigle originali dei tuoi amici in TV                                 | RTI S.p.A.                                        | Sigla dell'omonima serie animata                                                                   |
| 1991 | Bravo Molière                   | 3:25   | Alessandra Valeri Manera | Massimiliano Pani            | Fivelandia 9 – Le più belle sigle originali dei tuoi amici in TV                                  | RTI S.p.A.                                        | Sigla dell'omonima serie animata                                                                   |
| 1991 | Chi lo sa che moda andrà        | 3:19   | Alessandra Valeri Manera | Carmelo Carucci              | Cristina, l'Europa siamo noi                                                                      | RTI S.p.A.                                        | —                                                                                                  |
| 1991 | Ciao Sabrina                    | 3:11   | Alessandra Valeri Manera | Piero Cassano e Paolo Marino | Fivelandia 9 – Le più belle sigle originali dei tuoi amici in TV (sfumata) Super Stars (completa) | RTI S.p.A.                                        | Sigla della serie animata Ciao, Sabrina                                                            |
| 1991 | Conosciamoci un po'             | 4:06   | Alessandra Valeri Manera | Massimiliano Pani            | Cristina D'Avena e i tuoi amici in TV 5                                                           | RTI S.p.A.                                        | Sigla della serie animata Conosciamoci un po' – La grande storia dell'avventura umana              |
| 1991 | Cristina grande sorellina       | 4:09   | Alessandra Valeri Manera | Carmelo Carucci              | 40 – Il sogno continua                                                                            | RTI S.p.A.                                        | —                                                                                                  |
| 1991 | D'Artacan                       | 3:16   | Alessandra Valeri Manera | Vincenzo Draghi              | Fivelandia 9 – Le più belle sigle originali dei tuoi amici in TV                                  | RTI S.p.A.                                        | Sigla dell'omonima serie animata                                                                   |
| 1991 | Diventeremo famose              | 2:56   | Alessandra Valeri Manera | Carmelo Carucci              | Fivelandia 10 – Le più belle sigle originali dei tuoi amici in TV                                 | RTI S.p.A.                                        | Sigla dell'omonima serie animata                                                                   |
| 1991 | Dolceluna                       | 3:46   | Alessandra Valeri Manera | Piero Cassano e Paolo Marino | Fivelandia 9 – Le più belle sigle originali dei tuoi amici in TV                                  | RTI S.p.A.                                        | Sigla dell'omonima serie animata                                                                   |
| 1991 | Esci dal tuo guscio             | 3:44   | Alessandra Valeri Manera | Carmelo Carucci              | Cristina, l'Europa siamo noi                                                                      | RTI S.p.A.                                        | —                                                                                                  |
| 1991 | I nonni ascoltano               | 3:28   | Alessandra Valeri Manera | Carmelo Carucci              | Fivelandia 9 – Le più belle sigle originali dei tuoi amici in TV                                  | RTI S.p.A.                                        | Sigla di chiusura della serie televisiva Cristina, l'Europa siamo noi                              |
| 1991 | Il Libro della Giungla          | 3:06   | Alessandra Valeri Manera | Carmelo Carucci              | Fivelandia 9 – Le più belle sigle originali dei tuoi amici in TV                                  | RTI S.p.A.                                        | Sigla dell'omonima serie animata                                                                   |
| 1991 | Il mistero della Pietra Azzurra | 3:41   | Alessandra Valeri Manera | Carmelo Carucci              | Fivelandia 9 – Le più belle sigle originali dei tuoi amici in TV                                  | RTI S.p.A.                                        | Sigla dell'omonima serie animata                                                                   |
| 1991 | L'Europa siamo noi              | 4:14   | Alessandra Valeri Manera | Carmelo Carucci              | Fivelandia 9 – Le più belle sigle originali dei tuoi amici in TV                                  | RTI S.p.A.                                        | Sigla di apertura della serie televisiva Cristina, l'Europa siamo noi                              |
| 1991 | L'indifferenza                  | 3:49   | Alessandra Valeri Manera | Carmelo Carucci              | Cristina, l'Europa siamo noi                                                                      | RTI S.p.A.                                        | —                                                                                                  |
| 1991 | La solitudine                   | 3:33   | Alessandra Valeri Manera | Carmelo Carucci              | Cristina, l'Europa siamo noi                                                                      | RTI S.p.A.                                        | —                                                                                                  |
| 1991 | Luna Party                      | 3:40   | Alessandra Valeri Manera | Carmelo Carucci              | Fivelandia 9 – Le più belle sigle originali dei tuoi amici in TV                                  | RTI S.p.A.                                        | - Sigla dell'omonimo programma televisivo - In duetto con Gerry Scotti                             |
| 1991 | Mille luci nel bosco            | 3:08   | Alessandra Valeri Manera | Carmelo Carucci              | Fivelandia 9 – Le più belle sigle originali dei tuoi amici in TV                                  | RTI S.p.A.                                        | Sigla dell'omonima serie animata                                                                   |
| 1991 | Non voltarti di là              | 3:57   | Alessandra Valeri Manera | Carmelo Carucci              | Cristina, l'Europa siamo noi                                                                      | RTI S.p.A.                                        | —                                                                                                  |
| 1991 | Papà Gambalunga                 | 3:12   | Alessandra Valeri Manera | Carmelo Carucci              | Fivelandia 9 – Le più belle sigle originali dei tuoi amici in TV                                  | RTI S.p.A.                                        | Sigla dell'omonima serie animata                                                                   |
| 1991 | Parla coi tuoi genitori         | 3:19   | Alessandra Valeri Manera | Carmelo Carucci              | Cristina, l'Europa siamo noi                                                                      | RTI S.p.A.                                        | —                                                                                                  |
| 1991 | Pippo e Menelao                 | 3:44   | Alessandra Valeri Manera | Vincenzo Draghi              | Cristina D'Avena e i tuoi amici in TV 5                                                           | RTI S.p.A.                                        | Sigla dell'omonima serie animata                                                                   |
| 1991 | Peter Pan                       | 3:01   | Alessandra Valeri Manera | Carmelo Carucci              | Cristina D'Avena e i tuoi amici in TV 5                                                           | RTI S.p.A.                                        | —                                                                                                  |
| 1991 | Primo amore                     | 2:16   | Alessandra Valeri Manera | Carmelo Carucci              | Cristina, l'Europa siamo noi                                                                      | RTI S.p.A.                                        | —                                                                                                  |
| 1991 | Robin Hood                      | 3:18   | Alessandra Valeri Manera | Carmelo Carucci              | Fivelandia 10 – Le più belle sigle originali dei tuoi amici in TV                                 | RTI S.p.A.                                        | Sigla dell'omonima serie animata                                                                   |
| 1991 | Scuola di polizia               | 3:25   | Alessandra Valeri Manera | Carmelo Carucci              | Cristina D'Avena e i tuoi amici in TV 5                                                           | Warner Chappell Music Italiana S.p.A.             | Sigla dell'omonima serie animata                                                                   |
| 1991 | Siamo tutti equilibristi        | 1:45   | Claudio Mattone          | Claudio Mattone              | Cristina D'Avena e i tuoi amici in TV 20                                                          | Metropolitana Edizioni Musicali S.r.l./RTI S.p.A. | - Sigla della terza edizione del programma televisivo Sabato al circo - In duetto con Gerry Scotti |
| 1991 | Una spada per Lady Oscar        | 3:31   | Alessandra Valeri Manera | Carmelo Carucci              | Fivelandia TV – I grandi successi di Fivelandia                                                   | RTI S.p.A.                                        | Sigla dell'omonima serie animata                                                                   |
| 1991 | W la mountain bike              | 3:52   | Alessandra Valeri Manera | Carmelo Carucci              | Cristina, l'Europa siamo noi                                                                      | RTI S.p.A.                                        | —                                                                                                  |

#### 1992
| Anno | Titolo                                   | Durata | Testo                    | Musica          | Pubblicazione                                                     | Edizioni musicali | Note |
| ---- | ---------------------------------------- | ------ | ------------------------ | --------------- | ----------------------------------------------------------------- | ----------------- | --- |
| 1992 | Bentornato Topo Gigio                    | 4:09   | Alessandra Valeri Manera | Carmelo Carucci | Fivelandia 10 – Le più belle sigle originali dei tuoi amici in TV | RTI S.p.A.        | - Sigla dell'omonima serie animata - Con la partecipazione di Peppino Mazzullo                                       |
| 1992 | C.O.P.S. Squadra Anticrimine             | 3:45   | Alessandra Valeri Manera | Carmelo Carucci | Fivelandia 10 – Le più belle sigle originali dei tuoi amici in TV | RTI S.p.A.        | Sigla dell'omonima serie animata                                                                                     |
| 1992 | Cantiamo con Cristina                    | 1:49   | Alessandra Valeri Manera | Carmelo Carucci | Fivelandia 10 – Le più belle sigle originali dei tuoi amici in TV | RTI S.p.A.        | - Sigla dell'omonima collana editoriale e dell'omonimo programma televisivo - Con la partecipazione di Pietro Ubaldi |
| 1992 | Che papà Braccio di Ferro!               | 2:54   | Alessandra Valeri Manera | Carmelo Carucci | Fivelandia 10 – Le più belle sigle originali dei tuoi amici in TV | RTI S.p.A.        | Sigla della serie animata Braccio di Ferro                                                                           |
| 1992 | Com'è grande l'America                   | 3:27   | Alessandra Valeri Manera | Carmelo Carucci | Fivelandia 10 – Le più belle sigle originali dei tuoi amici in TV | RTI S.p.A.        | Sigla dell'omonima serie animata                                                                                     |
| 1992 | Cristoforo Colombo                       | 3:23   | Alessandra Valeri Manera | Carmelo Carucci | Fivelandia 10 – Le più belle sigle originali dei tuoi amici in TV | RTI S.p.A.        | Sigla dell'omonima serie animata                                                                                     |
| 1992 | Forza campioni                           | 3:34   | Alessandra Valeri Manera | Carmelo Carucci | Fivelandia 10 – Le più belle sigle originali dei tuoi amici in TV | RTI S.p.A.        | Sigla dell'omonima serie animata                                                                                     |
| 1992 | Gemelli nel segno del destino            | 3:13   | Alessandra Valeri Manera | Carmelo Carucci | Cristina D'Avena e i tuoi amici in TV 6                           | RTI S.p.A.        | Sigla dell'omonima serie animata                                                                                     |
| 1992 | Il mio amico Huck                        | 3:27   | Alessandra Valeri Manera | Carmelo Carucci | Fivelandia 10 – Le più belle sigle originali dei tuoi amici in TV | RTI S.p.A.        | Sigla dell'omonima serie animata                                                                                     |
| 1992 | Il ritorno di D'Artacan                  | 3:35   | Alessandra Valeri Manera | Carmelo Carucci | Fivelandia 10 – Le più belle sigle originali dei tuoi amici in TV | RTI S.p.A.        | Sigla dell'omonima serie animata                                                                                     |
| 1992 | James Bond Junior                        | 3:40   | Alessandra Valeri Manera | Carmelo Carucci | Fivelandia 10 – Le più belle sigle originali dei tuoi amici in TV | RTI S.p.A.        | Sigla dell'omonima serie animata                                                                                     |
| 1992 | Michel Vaillant, tute, caschi e velocità | 3:01   | Alessandra Valeri Manera | Carmelo Carucci | Fivelandia 10 – Le più belle sigle originali dei tuoi amici in TV | RTI S.p.A.        | Sigla della serie animata Michel Vaillant – Tute, caschi e velocità                                                  |
| 1992 | Tutti in scena con Melody                | 3:15   | Alessandra Valeri Manera | Carmelo Carucci | Fivelandia 10 – Le più belle sigle originali dei tuoi amici in TV | RTI S.p.A.        | Sigla dell'omonima serie animata                                                                                     |
| 1992 | Una sirenetta innamorata                 | 3:38   | Alessandra Valeri Manera | Carmelo Carucci | Cristina D'Avena e i tuoi amici in TV 7                           | RTI S.p.A.        | Sigla dell'omonima serie animata                                                                                     |

#### 1993
| Anno | Titolo                                        | Durata | Testo                                                           | Musica                                                          | Pubblicazione                                                     | Edizioni musicali                                | Note |
| ---- | --------------------------------------------- | ------ | --------------------------------------------------------------- | --------------------------------------------------------------- | ----------------------------------------------------------------- | ------------------------------------------------ | --- |
| 1993 | A tutto goal                                  | 3:53   | Alessandra Valeri Manera                                        | Fabrizio Baldoni                                                | Fivelandia 11 – Le più belle sigle originali dei tuoi amici in TV | RTI S.p.A.                                       | Sigla dell'omonima serie animata |
| 1993 | Batman                                        | 3:28   | Alessandra Valeri Manera                                        | Carmelo Carucci                                                 | Fivelandia 11 – Le più belle sigle originali dei tuoi amici in TV | RTI S.p.A./Warner Chappell Music Italiana S.p.A. | Sigla dell'omonima serie animata |
| 1993 | Buona Domenica boom!                          | 3:18   | Franz Renzo Di Cioccio e Roberto Ferrante                       | Franz Renzo Di Cioccio e Yan Patrick Erard Djivas               | 40 – Il sogno continua                                            | RTI S.p.A.                                       | - Sigla della sesta edizione del programma televisivo Buona Domenica - Con la partecipazione di Gerry Scotti, Gabriella Carlucci, I Trettré, Tony Binarelli, Matilde Zarcone, Mia Molinari, Silvio Oddi e Umberto Smaila - Ulteriori versioni del brano presentano strofe alternative |
| 1993 | Gli Orsetti del Cuore                         | 3:20   | Alessandra Valeri Manera                                        | Carmelo Carucci                                                 | Fivelandia 11 – Le più belle sigle originali dei tuoi amici in TV | RTI S.p.A.                                       | Sigla dell'omonima serie animata |
| 1993 | Happy Xmas (War Is Over)                      | 3:44   | John Lennon e Yōko Ono Adattamento italiano: — Arrangiamento: — | John Lennon e Yōko Ono Adattamento italiano: — Arrangiamento: — | Christmas Songs – Le canzoni di Natale della tua TV preferita     | RTI S.p.A.                                       | — |
| 1993 | I mille colori dell'allegria                  | 3:09   | Alessandra Valeri Manera                                        | Carmelo Carucci                                                 | Fivelandia 11 – Le più belle sigle originali dei tuoi amici in TV | RTI S.p.A.                                       | Sigla dell'omonima serie animata |
| 1993 | Il Gatto con gli stivali                      | 3:06   | Alessandra Valeri Manera                                        | Carmelo Carucci                                                 | Fivelandia 11 – Le più belle sigle originali dei tuoi amici in TV | RTI S.p.A.                                       | Sigla dell'omonima serie animata |
| 1993 | L'Isola del Corallo                           | 3:01   | Alessandra Valeri Manera                                        | Carmelo Carucci                                                 | Fivelandia 11 – Le più belle sigle originali dei tuoi amici in TV | RTI S.p.A.                                       | Sigla dell'omonima serie animata |
| 1993 | L'ispettore Gadget                            | 3:24   | Alessandra Valeri Manera                                        | Carmelo Carucci                                                 | Fivelandia 11 – Le più belle sigle originali dei tuoi amici in TV | RTI S.p.A.                                       | Sigla dell'omonima serie animata |
| 1993 | Mary e il giardino dei misteri                | 3:57   | Alessandra Valeri Manera                                        | Gino De Stefani e Paolo Marino                                  | Fivelandia 11 – Le più belle sigle originali dei tuoi amici in TV | RTI S.p.A.                                       | Sigla dell'omonima serie animata |
| 1993 | Moominland, un mondo di serenità              | 4:04   | Alessandra Valeri Manera                                        | Vincenzo Draghi                                                 | Cristina D'Avena e i tuoi amici in TV 7                           | RTI S.p.A.                                       | Sigla dell'omonima serie animata |
| 1993 | Principe Valiant                              | 3:18   | Alessandra Valeri Manera                                        | Carmelo Carucci                                                 | Fivelandia 11 – Le più belle sigle originali dei tuoi amici in TV | RTI S.p.A.                                       | Sigla dell'omonima serie animata |
| 1993 | Riscopriamo le Americhe                       | 3:33   | Alessandra Valeri Manera                                        | Carmelo Carucci                                                 | Fivelandia 11 – Le più belle sigle originali dei tuoi amici in TV | RTI S.p.A.                                       | Sigla dell'omonima serie animata |
| 1993 | Sophie e Vivianne: due sorelle e un'avventura | 3:06   | Alessandra Valeri Manera                                        | Carmelo Carucci                                                 | Cristina D'Avena e i tuoi amici in TV 7                           | RTI S.p.A.                                       | Sigla della serie animata Sophie e Vivianne – Due sorelle e un'avventura |
| 1993 | T-Rex                                         | 2:47   | Alessandra Valeri Manera                                        | Carmelo Carucci                                                 | Cristina D'Avena e i tuoi amici in TV 7                           | RTI S.p.A.                                       | Sigla dell'omonima serie animata |
| 1993 | Tazmania                                      | 3:07   | Alessandra Valeri Manera                                        | Carmelo Carucci                                                 | Fivelandia 11 – Le più belle sigle originali dei tuoi amici in TV | RTI S.p.A./Warner Chappell Music Italiana S.p.A. | - Sigla dell'omonima serie animata - Con la partecipazione di Pietro Ubaldi |
| 1993 | Una scuola per cambiare                       | 3:32   | Alessandra Valeri Manera                                        | Vincenzo Draghi                                                 | Cristina D'Avena e i tuoi amici in TV 7                           | RTI S.p.A.                                       | Sigla dell'omonima serie animata |
| 1993 | Widget: un alieno per amico                   | 2:57   | Alessandra Valeri Manera                                        | Carmelo Carucci                                                 | Fivelandia 11 – Le più belle sigle originali dei tuoi amici in TV | RTI S.p.A.                                       | - Sigla dell'omonima serie animata - Con la partecipazione di Davide Garbolino |

#### 1994
| Anno | Titolo                             | Durata | Testo | Musica | Pubblicazione                           | Edizioni musicali | Note                                                                        |
| ---- | ---------------------------------- | ------ | --- | --- | --------------------------------------- | ----------------- | --------------------------------------------------------------------------- |
| 1994 | 80 sogni per viaggiare             | 3:04   | Alessandra Valeri Manera | Carmelo Carucci | Fivelandia 12                           | RTI S.p.A.        | Sigla dell'omonima serie animata                                            |
| 1994 | All'arrembaggio Sandokan!          | 3:16   | Alessandra Valeri Manera | Carmelo Carucci | Fivelandia 12                           | RTI S.p.A.        | Sigla dell'omonima serie animata                                            |
| 1994 | Biancaneve                         | 3:37   | Alessandra Valeri Manera | Carmelo Carucci | Fivelandia 12                           | RTI S.p.A.        | Sigla dell'omonima serie animata                                            |
| 1994 | Bibbidi-bobbidi-bu                 | 2:54   | Mack David, Al Hoffman e Gerald Levinson Adattamento italiano: Alberto Curci Arrangiamento: Vincenzo Draghi                                | Mack David, Al Hoffman e Gerald Levinson Adattamento italiano: Alberto Curci Arrangiamento: Vincenzo Draghi                                | Cristina canta Disney                   | RTI S.p.A.        | —                                                                           |
| 1994 | Cantiamo insieme                   | 3:43   | Alessandra Valeri Manera | Carmelo Carucci | Cristina D'Avena e i tuoi amici in TV 7 | RTI S.p.A.        | Sigla dell'omonima serie animata                                            |
| 1994 | Cupido                             | 3:11   | Alessandra Valeri Manera | Enrico Francesco Santulli | 30 e poi… – Parte seconda               | RTI S.p.A.        | Sigla dell'omonima serie animata                                            |
| 1994 | Ehi-ho!                            | 2:36   | Lawrence L. Morey Adattamento italiano: Alberto Curci, Mario Panzeri e Giuseppe Gaetano Rastelli                                           | Frank E. Churchill Arrangiamento: Vincenzo Draghi                                                                                          | Cristina canta Disney                   | RTI S.p.A.        | —                                                                           |
| 1994 | Fiocchi di cotone per Jeanie       | 3:09   | Alessandra Valeri Manera | Carmelo Carucci | Fivelandia 12                           | RTI S.p.A.        | Sigla dell'omonima serie animata                                            |
| 1994 | Grandi uomini per grandi idee      | 3:50   | Alessandra Valeri Manera | Carmelo Carucci | Cristina D'Avena e i tuoi amici in TV 8 | RTI S.p.A.        | Sigla dell'omonima serie animata                                            |
| 1994 | I sogni son desideri               | 2:53   | Mack David, Al Hoffman e Gerald Levinson Adattamento italiano: Alberto Curci Arrangiamento: Vincenzo Draghi                                | Mack David, Al Hoffman e Gerald Levinson Adattamento italiano: Alberto Curci Arrangiamento: Vincenzo Draghi                                | Cristina canta Disney                   | RTI S.p.A.        | —                                                                           |
| 1994 | I tre porcellini                   | 3:11   | Ann Rosenblatt Adattamento italiano: Elvia Figliuolo                                                                                       | Frank E. Churchill Arrangiamento: Vincenzo Draghi                                                                                          | Cristina canta Disney                   | RTI S.p.A.        | Con la partecipazione di Pietro Ubaldi                                      |
| 1994 | Il mondo è mio                     | 3:52   | Timothy Miles Bindon Rice Adattamento italiano: Ernesto Brancucci                                                                          | Alan Irwin Menken Arrangiamento: Vincenzo Draghi                                                                                           | Cristina canta Disney                   | RTI S.p.A.        | In duetto con Enzo Draghi                                                   |
| 1994 | Impara a fischiettar               | 3:26   | Lawrence L. Morey Adattamento italiano: Alberto Curci, Mario Panzeri e Giuseppe Gaetano Rastelli                                           | Frank E. Churchill Arrangiamento: Vincenzo Draghi                                                                                          | Cristina canta Disney                   | RTI S.p.A.        | —                                                                           |
| 1994 | Junior, pianta mordicchiosa        | 3:06   | Alessandra Valeri Manera | Enrico Francesco Santulli | Cristina D'Avena e i tuoi amici in TV 8 | RTI S.p.A.        | Sigla dell'omonima serie animata                                            |
| 1994 | L'isola della piccola Flo          | 3:58   | Alessandra Valeri Manera | Vincenzo Draghi | Fivelandia 12                           | RTI S.p.A.        | Sigla dell'omonima serie animata                                            |
| 1994 | La-la lu                           | 3:16   | Norma Deloris Egstrom Adattamento italiano: Alberto Curci                                                                                  | Joseph Francis Burke Arrangiamento: Vincenzo Draghi                                                                                        | Cristina canta Disney                   | RTI S.p.A.        | —                                                                           |
| 1994 | Le fiabe più belle                 | 3:41   | Alessandra Valeri Manera | Silvio Amato | Cristina D'Avena e i tuoi amici in TV 8 | RTI S.p.A.        | Sigla dell'omonima serie animata                                            |
| 1994 | Le voci della savana               | 3:30   | Alessandra Valeri Manera | Carmelo Carucci | Fivelandia 12                           | RTI S.p.A.        | Sigla dell'omonima serie animata                                            |
| 1994 | Martina e il campanello misterioso | 3:27   | Alessandra Valeri Manera | Vincenzo Draghi | Fivelandia 12                           | RTI S.p.A.        | Sigla dell'omonima serie animata                                            |
| 1994 | Sonic                              | 3:15   | Alessandra Valeri Manera | Carmelo Carucci | Fivelandia 12                           | RTI S.p.A.        | - Sigla dell'omonima serie animata - Con la partecipazione di Pietro Ubaldi |
| 1994 | Spank, tenero rubacuori            | 3:22   | Alessandra Valeri Manera | Mario Pagano | Fivelandia 12                           | RTI S.p.A.        | - Sigla dell'omonima serie animata - Con la partecipazione di Pietro Ubaldi |
| 1994 | Supercalifragilistic-espiralidoso  | 2:46   | Richard Morton Sherman e Robert Bernard Sherman Adattamento italiano: Antonio Amurri e Roberto De Leonardis Arrangiamento: Vincenzo Draghi | Richard Morton Sherman e Robert Bernard Sherman Adattamento italiano: Antonio Amurri e Roberto De Leonardis Arrangiamento: Vincenzo Draghi | Cristina canta Disney                   | RTI S.p.A.        | —                                                                           |
| 1994 | Un complotto tra le onde del mare  | 3:18   | Alessandra Valeri Manera | Carmelo Carucci | Fivelandia 12                           | RTI S.p.A.        | Sigla dell'omonima serie animata                                            |
| 1994 | Un poco di zucchero                | 3:04   | Richard Morton Sherman e Robert Bernard Sherman Adattamento italiano: Antonio Amurri e Roberto De Leonardis Arrangiamento: Vincenzo Draghi | Richard Morton Sherman e Robert Bernard Sherman Adattamento italiano: Antonio Amurri e Roberto De Leonardis Arrangiamento: Vincenzo Draghi | Cristina canta Disney                   | RTI S.p.A.        | —                                                                           |
| 1994 | Un videogioco per Kevin            | 3:10   | Alessandra Valeri Manera | Vincenzo Draghi | Fivelandia 12                           | RTI S.p.A.        | Sigla della serie animata Un videogioco per Kevin – Captain N               |
| 1994 | Una classe di monelli per Jo       | 3:09   | Alessandra Valeri Manera | Valeriano Chiaravalle | Fivelandia 12                           | RTI S.p.A.        | Sigla dell'omonima serie animata                                            |
| 1994 | Una stella cade                    | 3:19   | Ned Washington Adattamento italiano: Giuseppe Gramitto Ricci                                                                               | Leigh Adrian Harline Arrangiamento: Vincenzo Draghi                                                                                        | Cristina canta Disney                   | RTI S.p.A.        | —                                                                           |
| 1994 | Zorro                              | 3:21   | Alessandra Valeri Manera | Carmelo Carucci | Cristina D'Avena e i tuoi amici in TV 8 | RTI S.p.A.        | Sigla dell'omonima serie animata                                            |

#### 1995
| Anno | Titolo                                         | Durata | Testo                    | Musica                                                                            | Pubblicazione                              | Edizioni musicali                                 | Note                                                                                         |
| ---- | ---------------------------------------------- | ------ | ------------------------ | --------------------------------------------------------------------------------- | ------------------------------------------ | ------------------------------------------------- | -------------------------------------------------------------------------------------------- |
| 1995 | Allacciate le cinture, viaggiando si impara!   | 3:30   | Alessandra Valeri Manera | Gianfranco Fasano                                                                 | Cristina D'Avena e i tuoi amici in TV 9    | RTI S.p.A.                                        | Sigla della serie animata Allacciate le cinture! Viaggiando si impara – The Magic School Bus |
| 1995 | Alla ricerca del Cristallo Arcobaleno          | 3:33   | Alessandra Valeri Manera | Carmelo Carucci                                                                   | Fivelandia 22                              | RTI S.p.A.                                        | Sigla dell'omonima serie animata                                                             |
| 1995 | Ann e Andy, due buffi amici di pezza           | 3:04   | Alessandra Valeri Manera | Silvio Amato                                                                      | Cristina D'Avena e i tuoi amici in TV 9    | RTI S.p.A.                                        | Sigla della serie animata Ann e Andy: due buffi amici di pezza                               |
| 1995 | Belle e Sebastien                              | 3:16   | Alessandra Valeri Manera | Carmelo Carucci                                                                   | Cristina D'Avena e i tuoi amici in TV 9    | RTI S.p.A.                                        | Sigla dell'omonima serie animata                                                             |
| 1995 | Brividi e polvere con Pelleossa                | 3:11   | Alessandra Valeri Manera | Carmelo Carucci                                                                   | Fivelandia 13                              | RTI S.p.A.                                        | Sigla della serie animata Brividi e polvere con Pelleossa – Tales from the Cryptkeeper       |
| 1995 | Che campioni Holly e Benji!!!                  | 3:14   | Alessandra Valeri Manera | Silvio Amato                                                                      | Fivelandia 13                              | RTI S.p.A.                                        | - Sigla della serie animata Shin Captain Tsubasa - In duetto con Marco Destro                |
| 1995 | Che magnifico campeggio!                       | 4:10   | Alessandra Valeri Manera | Vincenzo Draghi                                                                   | Cristina D'Avena e i tuoi amici in TV 9    | RTI S.p.A.                                        | Sigla dell'omonima serie animata                                                             |
| 1995 | Chi viene in viaggio con me?                   | 3:10   | Alessandra Valeri Manera | Carmelo Carucci                                                                   | Cristina D'Avena e i tuoi amici in TV 9    | RTI S.p.A.                                        | Sigla dell'omonima serie animata                                                             |
| 1995 | Chiudi gli occhi e sogna                       | 4:21   | Alessandra Valeri Manera | Silvio Amato                                                                      | Fivelandia 13                              | RTI S.p.A.                                        | Sigla della serie animata Chiudi gli occhi e sogna – Little Rosey                            |
| 1995 | Cinque amici sottosopra                        | 2:56   | Alessandra Valeri Manera | Carmelo Carucci                                                                   | 40 – Il sogno continua                     | RTI S.p.A.                                        | Sigla della serie animata 5 amici sottosopra                                                 |
| 1995 | Fiabissime                                     | 1:37   | Alessandra Valeri Manera | Valeriano Chiaravalle                                                             | Cristina D'Avena e i tuoi amici in TV 18   | Istituto Geografico De Agostini S.p.A./RTI S.p.A. | Sigla dell'omonima collana editoriale                                                        |
| 1995 | I segreti dell'isola misteriosa                | 2:46   | Alessandra Valeri Manera | Silvio Amato                                                                      | Fivelandia 13                              | RTI S.p.A.                                        | Sigla dell'omonima serie animata                                                             |
| 1995 | I viaggi di Gulliver                           | 2:23   | Alessandra Valeri Manera | Silvio Amato                                                                      | Cristina D'Avena e i tuoi amici in TV 8    | RTI S.p.A.                                        | Sigla dell'omonima serie animata                                                             |
| 1995 | Mare, sole e… Costa                            | 3:21   | Alessandra Valeri Manera | Vincenzo Draghi                                                                   | 30 e poi… – Parte seconda                  | RTI S.p.A.                                        | Sigla dell'omonima serie animata                                                             |
| 1995 | Mary Bell                                      | 3:17   | Alessandra Valeri Manera | Carmelo Carucci                                                                   | Cristina D'Avena e i tuoi amici in TV 10   | RTI S.p.A.                                        | Sigla dell'omonima serie animata                                                             |
| 1995 | Mighty Max                                     | 2:59   | Alessandra Valeri Manera | Valeriano Chiaravalle                                                             | Cristina D'Avena e i tuoi amici in TV 9    | RTI S.p.A.                                        | Sigla dell'omonima serie animata                                                             |
| 1995 | Mimì e la nazionale di pallavolo               | 3:52   | Alessandra Valeri Manera | Valeriano Chiaravalle                                                             | Fivelandia 13                              | RTI S.p.A.                                        | Sigla dell'omonima serie animata                                                             |
| 1995 | Mimì e la nazionale di pallavolo (Dance Remix) | 3:49   | Alessandra Valeri Manera | Valeriano Chiaravalle Remix: Giovanni Bianchi, Silvano Ghioldo e Franco Vavassori | Fivelandia 13                              | RTI S.p.A.                                        | —                                                                                            |
| 1995 | Mostri o non mostri… tutti a scuola            | 2:45   | Alessandra Valeri Manera | Silvio Amato                                                                      | Fivelandia 13                              | RTI S.p.A.                                        | - Sigla dell'omonima serie animata - Con la partecipazione di Pietro Ubaldi                  |
| 1995 | Noddy                                          | 3:24   | Alessandra Valeri Manera | Vincenzo Draghi                                                                   | Cristina D'Avena e i tuoi amici in TV 10   | RTI S.p.A.                                        | Sigla dell'omonima serie animata                                                             |
| 1995 | Occhi di Gatto (Dance Remix)                   | 3:43   | Alessandra Valeri Manera | Carmelo Carucci Remix: Giovanni Bianchi, Silvano Ghioldo e Franco Vavassori       | Fivelandia 13                              | RTI S.p.A.                                        | —                                                                                            |
| 1995 | Parola d'ordine: arriviamo!                    | 3:16   | Alessandra Valeri Manera | Carmelo Carucci                                                                   | 40 – Il sogno continua                     | RTI S.p.A.                                        | Sigla dell'omonima serie animata                                                             |
| 1995 | Ruy, il piccolo Cid                            | 2:26   | Alessandra Valeri Manera | Silvio Amato                                                                      | Cristina D'Avena e i tuoi amici in TV 9    | RTI S.p.A.                                        | Sigla della serie animata Ruy – Il piccolo Cid                                               |
| 1995 | Sailor Moon                                    | 3:20   | Alessandra Valeri Manera | Carmelo Carucci                                                                   | Cristina D'Avena e i tuoi amici in TV 8    | RTI S.p.A.                                        | Sigla dell'omonima serie animata                                                             |
| 1995 | Sailor Moon, la Luna splende                   | 3:11   | Alessandra Valeri Manera | Carmelo Carucci                                                                   | Fivelandia 13                              | RTI S.p.A.                                        | Sigla dell'omonima serie animata                                                             |
| 1995 | Tante fiabe nel cassetto                       | 3:41   | Alessandra Valeri Manera | Vincenzo Draghi                                                                   | 30 e poi… – Parte prima                    | RTI S.p.A.                                        | Sigla della serie animata Tante fiabe nel cassetto – Il mondo di Beatrix Potter              |
| 1995 | Tanto tempo fa Gigì                            | 3:42   | Alessandra Valeri Manera | Vincenzo Draghi                                                                   | Cristina D'Avena e i tuoi amici in TV 2004 | RTI S.p.A.                                        | Sigla della serie animata Tanto tempo fa… Gigì                                               |

#### 1996
| Anno | Titolo                                                     | Durata | Testo                                                       | Musica                                                                              | Pubblicazione                            | Edizioni musicali                           | Note |
| ---- | ---------------------------------------------------------- | ------ | ----------------------------------------------------------- | ----------------------------------------------------------------------------------- | ---------------------------------------- | ------------------------------------------- | --- |
| 1996 | C'era una volta                                            | 2:54   | Alessandra Valeri Manera                                    | Carmelo Carucci                                                                     | Cristina D'Avena e i tuoi amici in TV 10 | RTI S.p.A.                                  | Sigla dell'omonima serie animata                                                                                                   |
| 1996 | Calimero                                                   | 5:10   | Alessandra Valeri Manera                                    | Gianfranco Fasano                                                                   | Fivelandia 14                            | RTI S.p.A.                                  | Sigla dell'omonima serie animata                                                                                                   |
| 1996 | Canzone dei Puffi (Dance Remix)                            | 2:59   | Victor Szëll Adattamento italiano: Alessandra Valeri Manera | Dan Lacksman Remix: Giovanni Bianchi, Silvano Ghioldo e Franco Vavassori            | Dance                                    | SEPP International, S.A./RTI S.p.A.         | Con la partecipazione di Gastone Pescucci                                                                                          |
| 1996 | Che campioni Holly e Benji!!! (Dance Remix)                | 3:56   | Alessandra Valeri Manera                                    | Silvio Amato Remix: Giovanni Bianchi, Silvano Ghioldo e Franco Vavassori            | Dance                                    | RTI S.p.A.                                  | In duetto con Marco Destro |
| 1996 | Chi la fa l'aspetti!                                       | 4:01   | Alessandra Valeri Manera                                    | Gianfranco Fasano                                                                   | Cristina D'Avena e i tuoi amici in TV 10 | RTI S.p.A.                                  | - Sigla della serie animata Chi la fa, l'aspetti! – Iznogoud - Con la partecipazione di Pietro Ubaldi                              |
| 1996 | Cucciolandia                                               | 2:45   | Alessandra Valeri Manera                                    | Silvio Amato                                                                        | Fivelandia 14                            | RTI S.p.A.                                  | Sigla dell'omonima serie animata                                                                                                   |
| 1996 | Do                                                         | 2:44   | Alberto Testa, Fabio Testa e Paolo Zavallone                | Alberto Testa e Fabio Testa                                                         | 40 – Il sogno continua                   | Provincia S. Antonio dei Frati Minori       | - Brano dedicato a Mariele Ventre - Con Gli ex dello Zecchino d'Oro, Le Verdi Note dell'Antoniano e il Piccolo Coro Mariele Ventre |
| 1996 | Dolce Candy (Dance Remix)                                  | 3:32   | Alessandra Valeri Manera                                    | Carmelo Carucci Remix: Giovanni Bianchi, Silvano Ghioldo e Franco Vavassori         | Dance                                    | RTI S.p.A.                                  | — |
| 1996 | È un po' magia per Terry e Maggie                          | 3:35   | Alessandra Valeri Manera                                    | Valeriano Chiaravalle                                                               | Fivelandia 14                            | RTI S.p.A.                                  | Sigla dell'omonima serie animata                                                                                                   |
| 1996 | I fantastici viaggi di Fiorellino                          | 3:14   | Alessandra Valeri Manera                                    | Vincenzo Draghi                                                                     | Fivelandia 14                            | RTI S.p.A.                                  | Sigla dell'omonima serie animata                                                                                                   |
| 1996 | Kiss Me Licia (Dance Remix)                                | 3:49   | Alessandra Valeri Manera                                    | Giordano Bruno Martelli Remix: Giovanni Bianchi, Silvano Ghioldo e Franco Vavassori | Dance                                    | RTI S.p.A.                                  | — |
| 1996 | Mila e Shiro due cuori nella pallavolo (Dance Remix)       | 3:25   | Alessandra Valeri Manera                                    | Carmelo Carucci Remix: Giovanni Bianchi, Silvano Ghioldo e Franco Vavassori         | Dance                                    | RTI S.p.A.                                  | — |
| 1996 | Pazze risate per mostri e vampiri                          | 3:26   | Alessandra Valeri Manera                                    | Vincenzo Draghi                                                                     | Fivelandia 15                            | RTI S.p.A.                                  | - Sigla dell'omonima serie animata - Con la partecipazione di Pietro Ubaldi                                                        |
| 1996 | Pennellate di poesia per Madeline                          | 3:28   | Alessandra Valeri Manera                                    | Silvio Amato                                                                        | Cristina D'Avena e i tuoi amici in TV 10 | RTI S.p.A.                                  | Sigla dell'omonima serie animata                                                                                                   |
| 1996 | Peter e Isa: un amore sulla neve                           | 3:55   | Alessandra Valeri Manera                                    | Vince Tempera                                                                       | Cristina D'Avena e i tuoi amici in TV 12 | RTI S.p.A.                                  | Sigla dell'omonima serie animata                                                                                                   |
| 1996 | Pollicina                                                  | 3:09   | Alessandra Valeri Manera                                    | Silvio Amato                                                                        | Fivelandia 14                            | RTI S.p.A.                                  | Sigla dell'omonima serie animata                                                                                                   |
| 1996 | Puffa un po' di arcobaleno                                 | 3:14   | Alessandra Valeri Manera                                    | Silvio Amato                                                                        | Fivelandia 14                            | RTI S.p.A.                                  | Sigla dell'omonima serie animata                                                                                                   |
| 1996 | Quattro amici per una missione intorno al mondo            | 3:12   | Alessandra Valeri Manera                                    | Vincenzo Draghi                                                                     | 40 – Il sogno continua                   | RTI S.p.A.                                  | Sigla dell'omonima serie animata                                                                                                   |
| 1996 | Sailor Moon (Dance Remix)                                  | 3:47   | Alessandra Valeri Manera                                    | Carmelo Carucci Remix: Giovanni Bianchi, Silvano Ghioldo e Franco Vavassori         | Dance                                    | RTI S.p.A.                                  | — |
| 1996 | Sailor Moon e il Cristallo del Cuore                       | 3:22   | Alessandra Valeri Manera                                    | Carmelo Carucci                                                                     | Cristina D'Avena e i tuoi amici in TV 9  | RTI S.p.A.                                  | Sigla dell'omonima serie animata                                                                                                   |
| 1996 | Sailor Moon e il mistero dei sogni                         | 3:30   | Alessandra Valeri Manera                                    | Piero Cassano                                                                       | Fivelandia 14                            | RTI S.p.A./Unalira Edizioni Musicali S.a.s. | Sigla dell'omonima serie animata                                                                                                   |
| 1996 | Siamo fatti così (Esplorando il corpo umano) (Dance Remix) | 3:35   | Alessandra Valeri Manera                                    | Massimiliano Pani Remix: Giovanni Bianchi, Silvano Ghioldo e Franco Vavassori       | Dance                                    | RTI S.p.A.                                  | — |
| 1996 | The Mask                                                   | 3:47   | Alessandra Valeri Manera                                    | Piero Cassano e Max Longhi                                                          | Fivelandia 14                            | RTI S.p.A./Unalira Edizioni Musicali S.a.s. | Sigla dell'omonima serie animata                                                                                                   |
| 1996 | Tutti in viaggio verso Pandalandia                         | 2:58   | Alessandra Valeri Manera                                    | Silvio Amato                                                                        | Cristina D'Avena e i tuoi amici in TV 9  | RTI S.p.A.                                  | Sigla dell'omonima serie animata                                                                                                   |
| 1996 | Un fiocco per sognare, un fiocco per cambiare              | 3:52   | Alessandra Valeri Manera                                    | Gianfranco Fasano                                                                   | Fivelandia 14                            | RTI S.p.A.                                  | Sigla dell'omonima serie animata                                                                                                   |
| 1996 | Un oceano di avventure                                     | 3:40   | Alessandra Valeri Manera                                    | Gianfranco Fasano                                                                   | Fivelandia 14                            | RTI S.p.A.                                  | - Sigla dell'omonima serie animata - Con la partecipazione di Pietro Ubaldi e Lara Parmiani                                        |
| 1996 | Un regno magico per Sally                                  | 3:35   | Alessandra Valeri Manera                                    | Silvio Amato                                                                        | Fivelandia 14                            | RTI S.p.A.                                  | Sigla dell'omonima serie animata                                                                                                   |

#### 1997
| Anno | Titolo                                               | Durata | Testo                    | Musica            | Pubblicazione                            | Edizioni musicali                                                        | Note                                                                                         |
| ---- | ---------------------------------------------------- | ------ | ------------------------ | ----------------- | ---------------------------------------- | ------------------------------------------------------------------------ | -------------------------------------------------------------------------------------------- |
| 1997 | Alé alé alé o-o                                      | 3:57   | Alessandra Valeri Manera | Gianfranco Fasano | Cristina D'Avena e i tuoi amici in TV 10 | RTI S.p.A.                                                               | Sigla dell'omonima serie animata                                                             |
| 1997 | Barney                                               | 4:17   | Alessandra Valeri Manera | Gianfranco Fasano | Fivelandia 15                            | RTI S.p.A.                                                               | - Sigla dell'omonima serie televisiva - Con la partecipazione di Pietro Ubaldi               |
| 1997 | Beethoven                                            | 3:58   | Alessandra Valeri Manera | Gianfranco Fasano | Cristina D'Avena e i tuoi amici in TV 11 | RTI S.p.A.                                                               | - Sigla dell'omonima serie animata - Con la partecipazione di Pietro Ubaldi                  |
| 1997 | Caccia al tesoro con Montana                         | 4:07   | Alessandra Valeri Manera | Gianfranco Fasano | Fivelandia 16                            | RTI S.p.A.                                                               | Sigla dell'omonima serie animata                                                             |
| 1997 | Cenerentola                                          | 3:20   | Alessandra Valeri Manera | Silvio Amato      | Fivelandia 15                            | RTI S.p.A.                                                               | Sigla dell'omonima serie animata                                                             |
| 1997 | Dabadabady Casper                                    | 3:44   | Alessandra Valeri Manera | Vincenzo Draghi   | Fivelandia 21                            | RTI S.p.A.                                                               | Sigla dell'omonima serie animata                                                             |
| 1997 | Girovagando nel passato                              | 3:49   | Alessandra Valeri Manera | Vincenzo Draghi   | Cristina D'Avena e i tuoi amici in TV 11 | RTI S.p.A.                                                               | Sigla dell'omonima serie televisiva                                                          |
| 1997 | I fantastici viaggi di Sinbad                        | 3:52   | Alessandra Valeri Manera | Gianfranco Fasano | Cristina D'Avena e i tuoi amici in TV 11 | RTI S.p.A.                                                               | Sigla dell'omonima serie animata                                                             |
| 1997 | L'isola del tesoro                                   | 4:04   | Alessandra Valeri Manera | Gianfranco Fasano | Fivelandia 15                            | RTI S.p.A.                                                               | Sigla dell'omonima serie animata                                                             |
| 1997 | Le magiche Ballerine Volanti                         | 3:17   | Alessandra Valeri Manera | Silvio Amato      | Fivelandia 15                            | RTI S.p.A.                                                               | Sigla dell'omonima serie animata                                                             |
| 1997 | Lisa e Seya - un solo cuore per lo stesso segreto    | 4:14   | Alessandra Valeri Manera | Gianfranco Fasano | Cristina D'Avena e i tuoi amici in TV 10 | RTI S.p.A.                                                               | Sigla della serie animata Lisa e Seya – Un solo cuore per lo stesso segreto                  |
| 1997 | Mille note in allegria con la Mozart Band            | 2:51   | Alessandra Valeri Manera | Silvio Amato      | Fivelandia 15                            | RTI S.p.A.                                                               | Sigla dell'omonima serie animata                                                             |
| 1997 | Mortadello e Polpetta: la coppia che scoppia         | 3:23   | Alessandra Valeri Manera | Gianfranco Fasano | Fivelandia 15                            | RTI S.p.A.                                                               | - Sigla dell'omonima serie animata - Con la partecipazione di Pietro Ubaldi                  |
| 1997 | Nel covo dei pirati con Peter Pan                    | 3:38   | Alessandra Valeri Manera | Gianfranco Fasano | Cristina D'Avena e i tuoi amici in TV 11 | RTI S.p.A.                                                               | Sigla dell'omonima serie animata                                                             |
| 1997 | Notizie da prima pagina                              | 3:41   | Alessandra Valeri Manera | Gianfranco Fasano | Fivelandia 15                            | RTI S.p.A.                                                               | - Sigla dell'omonima serie animata - Con la partecipazione di Patrizio Prata                 |
| 1997 | Petali di stelle per Sailor Moon                     | 4:13   | Alessandra Valeri Manera | Piero Cassano     | Cristina D'Avena e i tuoi amici in TV 10 | EuroTeam Produzioni Discografiche ed Edizioni Musicali S.a.s./RTI S.p.A. | Sigla dell'omonima serie animata                                                             |
| 1997 | Petali di stelle per Sailor Moon (TV Version)        | 2:06   | Alessandra Valeri Manera | Piero Cassano     | 40 – Il sogno continua                   | EuroTeam Produzioni Discografiche ed Edizioni Musicali S.a.s./RTI S.p.A. | Versione televisiva della sigla dell'omonima serie animata                                   |
| 1997 | Piccoli problemi di cuore                            | 4:06   | Alessandra Valeri Manera | Gianfranco Fasano | Cristina D'Avena e i tuoi amici in TV 10 | RTI S.p.A.                                                               | Sigla dell'omonima serie animata                                                             |
| 1997 | Simba: è nato un re                                  | 4:02   | Alessandra Valeri Manera | Gianfranco Fasano | Fivelandia 15                            | RTI S.p.A.                                                               | Sigla dell'omonima serie animata                                                             |
| 1997 | Spicchi di cielo tra baffi di fumo                   | 3:26   | Alessandra Valeri Manera | Gianfranco Fasano | Fivelandia 15                            | RTI S.p.A.                                                               | Sigla dell'omonima serie animata                                                             |
| 1997 | Trucchi, magie e illusioni per una dolce principessa | 3:44   | Alessandra Valeri Manera | Vincenzo Draghi   | Principi e principesse                   | RTI S.p.A.                                                               | Sigla dell'omonima serie animata                                                             |
| 1997 | Un incantesimo dischiuso tra i petali del tempo      | 3:44   | Alessandra Valeri Manera | Gianfranco Fasano | Fivelandia 15                            | RTI S.p.A.                                                               | Sigla della serie animata Un incantesimo dischiuso tra i petali del tempo per Rina           |
| 1997 | Un passo dopo l'altro sulle strade di Gesù           | 4:21   | Alessandra Valeri Manera | Silvio Amato      | Cristina D'Avena e i tuoi amici in TV 11 | RTI S.p.A.                                                               | Sigla della serie animata Un passo dopo l'altro sulle strade di Gesù – Messaggeri coraggiosi |
| 1997 | Un uragano di goal                                   | 3:02   | Alessandra Valeri Manera | Silvio Amato      | Cristina D'Avena e i tuoi amici in TV 12 | RTI S.p.A.                                                               | Sigla della serie animata Un uragano di goal – Hurricanes                                    |
| 1997 | Una porta socchiusa ai confini del sole              | 4:21   | Alessandra Valeri Manera | Silvio Amato      | Fivelandia 15                            | RTI S.p.A.                                                               | Sigla della serie animata Una porta socchiusa ai confini del sole – Magic Knight Rayearth    |
| 1997 | Viva la pappa col pomodoro                           | 1:32   | Lina Wertmüller          | Giovanni Rota     | 40 – Il sogno continua                   | —                                                                        | Cover della canzone omonima registrata per l'edizione del 1997 del programma Simpaticissima  |

#### 1998
| Anno | Titolo                                             | Durata | Testo                                                                | Musica                                                 | Pubblicazione                            | Edizioni musicali                                                                | Note                                                                                        |
| ---- | -------------------------------------------------- | ------ | -------------------------------------------------------------------- | ------------------------------------------------------ | ---------------------------------------- | -------------------------------------------------------------------------------- | ------------------------------------------------------------------------------------------- |
| 1998 | Ace Ventura                                        | 4:02   | Alessandra Valeri Manera                                             | Gianfranco Fasano                                      | Cristina D'Avena e i tuoi amici in TV 11 | RTI S.p.A.                                                                       | Sigla dell'omonima serie animata                                                            |
| 1998 | Alf                                                | 3:53   | Alessandra Valeri Manera                                             | Gianfranco Fasano                                      | Cristina D'Avena e i tuoi amici in TV 12 | RTI S.p.A./Warner Chappell Music Italiana S.p.A.                                 | - Sigla dell'omonima serie animata - Con la partecipazione di Pietro Ubaldi                 |
| 1998 | Col vento in poppa verso l'avventura               | 3:59   | Alessandra Valeri Manera                                             | Gianfranco Fasano                                      | Fivelandia 16                            | RTI S.p.A.                                                                       | Sigla dell'omonima serie animata                                                            |
| 1998 | Curiosando nei cortili del cuore                   | 5:21   | Alessandra Valeri Manera                                             | Gianfranco Fasano                                      | Fivelandia 16                            | RTI S.p.A.                                                                       | Sigla dell'omonima serie animata                                                            |
| 1998 | È piccolo, è bionico, è sempre Gadget              | 3:15   | Alessandra Valeri Manera                                             | Silvio Amato                                           | Fivelandia 16                            | RTI S.p.A.                                                                       | Sigla dell'omonima serie animata                                                            |
| 1998 | Giù la maschera duca Filippo                       | 3:32   | Alessandra Valeri Manera                                             | Gianfranco Fasano                                      | Cristina D'Avena e i tuoi amici in TV 11 | RTI S.p.A.                                                                       | Sigla dell'omonima serie animata                                                            |
| 1998 | Il Natale è (The First Noel)                       | 4:03   | Henry Ramsden Bramley Adattamento italiano: Alessandra Valeri Manera | John Stainer, Gianfranco Tommaso Fasano e Marco Mojana | Fivelandia 16                            | RTI S.p.A.                                                                       | —                                                                                           |
| 1998 | Indagini a quattro zampe                           | 3:25   | Alessandra Valeri Manera                                             | Silvio Amato                                           | 30 e poi… – Parte seconda                | RTI S.p.A.                                                                       | Sigla dell'omonima serie animata                                                            |
| 1998 | Le redini del cuore                                | 4:06   | Alessandra Valeri Manera                                             | Gianfranco Fasano                                      | Cristina D'Avena e i tuoi amici in TV 11 | RTI S.p.A.                                                                       | Sigla della serie televisiva Le redini del cuore – Riding High                              |
| 1998 | Nel meraviglioso mondo degli gnomi                 | 4:28   | Alessandra Valeri Manera                                             | Gianfranco Fasano                                      | Fivelandia 16                            | RTI S.p.A.                                                                       | Sigla dell'omonima serie animata                                                            |
| 1998 | Pippi hurrà                                        | 3:41   | Alessandra Valeri Manera                                             | Gianfranco Fasano                                      | Fivelandia 16                            | RTI S.p.A.                                                                       | Sigla della serie animata Pippi Calzelunghe                                                 |
| 1998 | Robinson Bignè                                     | 3:05   | Alessandra Valeri Manera                                             | Silvio Amato                                           | Fivelandia 16                            | RTI S.p.A.                                                                       | Sigla dell'omonima serie animata                                                            |
| 1998 | Scodinzola la vita e abbaia l'avventura con Oliver | 3:39   | Alessandra Valeri Manera                                             | Gianfranco Fasano                                      | Fivelandia 16                            | RTI S.p.A.                                                                       | Sigla della serie animata Scodinzola la vita e abbaia l'avventura con Oliver – Oliver Twist |
| 1998 | Space Goofs: vicini, troppo vicini                 | 2:50   | Alessandra Valeri Manera                                             | Silvio Amato                                           | Cristina D'Avena e i tuoi amici in TV 11 | RTI S.p.A.                                                                       | Sigla della serie animata Space Goofs – Vicini, troppo vicini!                              |
| 1998 | Tra le onde del lago incantato                     | 4:10   | Alessandra Valeri Manera                                             | Gianfranco Fasano                                      | Cristina D'Avena e i tuoi amici in TV 11 | RTI S.p.A.                                                                       | Sigla dell'omonima serie animata                                                            |
| 1998 | Un alveare d'avventure per l'ape Magà              | 3:19   | Alessandra Valeri Manera                                             | Silvio Amato                                           | Fivelandia 16                            | RTI S.p.A.                                                                       | Sigla dell'omonima serie animata                                                            |
| 1998 | Yoghi, salsa e merende                             | 4:28   | Alessandra Valeri Manera                                             | Gianfranco Fasano                                      | Fivelandia 16                            | Fucsia Edizioni Musicali S.n.c./RTI S.p.A./Warner Chappell Music Italiana S.p.A. | - Sigla dell'omonima serie animata - Con la partecipazione di Pietro Ubaldi                 |

#### 1999
| Anno | Titolo                                                    | Durata | Testo                    | Musica                     | Pubblicazione                            | Edizioni musicali                                                                | Note                                                                                       |
| ---- | --------------------------------------------------------- | ------ | ------------------------ | -------------------------- | ---------------------------------------- | -------------------------------------------------------------------------------- | ------------------------------------------------------------------------------------------ |
| 1999 | Anatole                                                   | 3:09   | Alessandra Valeri Manera | Gianfranco Fasano          | Cristina D'Avena e i tuoi amici in TV 13 | RTI S.p.A.                                                                       | - Sigla dell'omonima serie animata - Con la partecipazione di Pietro Ubaldi                |
| 1999 | Ascolta sempre il cuore Remì                              | 4:05   | Alessandra Valeri Manera | Gianfranco Fasano          | Cristina D'Avena e i tuoi amici in TV 12 | RTI S.p.A.                                                                       | Sigla dell'omonima serie animata                                                           |
| 1999 | Attenti al lupo                                           | 3:06   | Rosalino Cellamare       | Rosalino Cellamare         | 40 – Il sogno continua                   | Double Marpot Edizioni Musicali / EMI Music Publishing Italia Srl                | Cover interpretata durante l'edizione del 1999 del programma televisivo Lo Zecchino d'Oro. |
| 1999 | Bad Dog: un cane che più cane non c'è                     | 4:15   | Alessandra Valeri Manera | Gianfranco Fasano          | Cristina D'Avena e i tuoi amici in TV 12 | RTI S.p.A.                                                                       | Sigla della serie animata Bad Dog – Un cane che più cane non c'è                           |
| 1999 | Cupido pizzicacuori                                       | 2:52   | Alessandra Valeri Manera | Silvio Amato               | Cristina D'Avena e i tuoi amici in TV 21 | RTI S.p.A.                                                                       | Sigla della serie animata Cupido pizzica cuori                                             |
| 1999 | Hello Sandybell                                           | 3:10   | Alessandra Valeri Manera | Max Longhi e Giorgio Vanni | Fivelandia 1999                          | RTI S.p.A.                                                                       | Sigla dell'omonima serie animata                                                           |
| 1999 | Il laboratorio di Dexter                                  | 4:10   | Alessandra Valeri Manera | Gianfranco Fasano          | Fivelandia 1999                          | Fucsia Edizioni Musicali S.n.c./RTI S.p.A./Warner Chappell Music Italiana S.p.A. | Sigla dell'omonima serie animata                                                           |
| 1999 | Il mondo incantato dei Pocket Dragons                     | 3:18   | Alessandra Valeri Manera | Silvio Amato               | Fivelandia 1999                          | RTI S.p.A.                                                                       | Sigla dell'omonima serie animata                                                           |
| 1999 | Imbarchiamoci per un grande viaggio                       | 3:11   | Alessandra Valeri Manera | Max Longhi e Giorgio Vanni | Cristina D'Avena e i tuoi amici in TV 12 | RTI S.p.A.                                                                       | Sigla dell'omonima serie animata                                                           |
| 1999 | In che mondo stai Beetlejuice?                            | 3:43   | Alessandra Valeri Manera | Vincenzo Draghi            | Cristina D'Avena e i tuoi amici in TV 12 | RTI S.p.A./Warner Chappell Music Italiana S.p.A.                                 | Sigla dell'omonima serie animata                                                           |
| 1999 | Mille emozioni tra le pagine del destino per Marie Yvonne | 3:56   | Alessandra Valeri Manera | Max Longhi e Giorgio Vanni | Fivelandia 22                            | RTI S.p.A.                                                                       | Sigla della serie animata Mille emozioni tra le pagine del destino per Marie-Yvonne        |
| 1999 | Molla l'osso Briscola                                     | 3:19   | Alessandra Valeri Manera | Silvio Amato               | Fivelandia 1999                          | RTI S.p.A.                                                                       | Sigla dell'omonima serie animata                                                           |
| 1999 | Nel tunnel dei misteri con Nancy Drew e gli Hardy Boys    | 3:35   | Alessandra Valeri Manera | Vincenzo Draghi            | 30 e poi… – Parte seconda                | RTI S.p.A.                                                                       | Sigla dell'omonima serie televisiva                                                        |
| 1999 | Occhio ai fantasmi                                        | 3:31   | Alessandra Valeri Manera | Vincenzo Draghi            | Fivelandia 1999                          | RTI S.p.A.                                                                       | Sigla della serie animata Occhio ai fantasmi!                                              |
| 1999 | Oscar e le sette note perdute                             | 3:18   | Alessandra Valeri Manera | Silvio Amato               | Cristina D'Avena e i tuoi amici in TV 13 | RTI S.p.A.                                                                       | Sigla dell'omonima serie animata                                                           |
| 1999 | Pesca la tua carta Sakura                                 | 4:42   | Alessandra Valeri Manera | Gianfranco Fasano          | Fivelandia 1999                          | RTI S.p.A.                                                                       | Sigla dell'omonima serie animata                                                           |
| 1999 | Sale e Pepe                                               | 4:01   | Alessandra Valeri Manera | Gianfranco Fasano          | Cristina D'Avena e i tuoi amici in TV 12 | RTI S.p.A.                                                                       | Sigla dell'omonima serie animata                                                           |
| 1999 | Starla e le sette gemme del mistero                       | 3:55   | Alessandra Valeri Manera | Silvio Amato               | Cristina D'Avena e i tuoi amici in TV 18 | RTI S.p.A.                                                                       | Sigla dell'omonima serie animata                                                           |
| 1999 | Tex Avery Show                                            | 4:06   | Alessandra Valeri Manera | Gianfranco Fasano          | Fivelandia 1999                          | RTI S.p.A.                                                                       | - Sigla dell'omonima serie animata - Con la partecipazione di Pietro Ubaldi                |
| 1999 | Un fiume di avventure con Huck                            | 3:38   | Alessandra Valeri Manera | Gianfranco Fasano          | Cristina D'Avena e i tuoi amici in TV 13 | RTI S.p.A.                                                                       | Sigla dell'omonima serie animata                                                           |
| 1999 | Una giungla di avventure per Kimba                        | 3:30   | Alessandra Valeri Manera | Max Longhi e Giorgio Vanni | Fivelandia 1999                          | RTI S.p.A.                                                                       | Sigla dell'omonima serie animata                                                           |
| 1999 | Un tritone per amico                                      | 3:39   | Alessandra Valeri Manera | Gianfranco Fasano          | Fivelandia 1999                          | RTI S.p.A.                                                                       | - Sigla dell'omonima serie animata - Con la partecipazione di Pietro Ubaldi                |
| 1999 | Un vagone di desideri e un'ondata di guai per Nick        | 4:01   | Alessandra Valeri Manera | Vincenzo Draghi            | 30 e poi… – Parte prima                  | RTI S.p.A.                                                                       | Sigla della serie animata Wish Kid                                                         |

#### 2000
| Anno | Titolo                                                      | Durata | Testo                    | Musica                                                             | Pubblicazione                            | Edizioni musicali | Note                                                                                              |
| ---- | ----------------------------------------------------------- | ------ | ------------------------ | ------------------------------------------------------------------ | ---------------------------------------- | ----------------- | ------------------------------------------------------------------------------------------------- |
| 2000 | Ai confini dell'universo                                    | 3:25   | Alessandra Valeri Manera | Max Longhi e Giorgio Vanni                                         | Fivelandia 18                            | RTI S.p.A.        | Sigla dell'omonima serie animata                                                                  |
| 2000 | Ai confini dell'universo (Remix)                            | 2:52   | Alessandra Valeri Manera | Max Longhi e Giorgio Vanni Remix: Marcello Catalano                | Pokémon Cartoons Dance Compilation       | RTI S.p.A.        | —                                                                                                 |
| 2000 | Anthony formidabile formica                                 | 4:15   | Alessandra Valeri Manera | Gianfranco Fasano                                                  | Cristina D'Avena e i tuoi amici in TV 13 | RTI S.p.A.        | Sigla della serie animata Anthony – Formidabile formica                                           |
| 2000 | Emily e Alexander: che tipi questi topi                     | 3:39   | Alessandra Valeri Manera | Max Longhi e Giorgio Vanni                                         | Cristina D'Avena e i tuoi amici in TV 13 | RTI S.p.A.        | Sigla della serie animata Emily e Alexander – Che tipi questi topi                                |
| 2000 | Fantaghirò                                                  | 3:53   | Alessandra Valeri Manera | Gianfranco Fasano                                                  | Fivelandia 18                            | RTI S.p.A.        | Sigla dell'omonima serie animata                                                                  |
| 2000 | I tanti segreti di un cuore innamorato                      | 4:07   | Alessandra Valeri Manera | Gianfranco Fasano                                                  | Fivelandia 19                            | RTI S.p.A.        | Sigla della serie animata I tanti segreti di un cuore innamorato – Wedding Peach                  |
| 2000 | Il Gatto col cappello                                       | 3:12   | Alessandra Valeri Manera | Silvio Amato                                                       | Cristina D'Avena e i tuoi amici in TV 14 | RTI S.p.A.        | Sigla dell'omonima serie televisiva                                                               |
| 2000 | Il parco di Giacomo                                         | 3:31   | Alessandra Valeri Manera | Silvio Amato                                                       | Cristina D'Avena e i tuoi amici in TV 13 | RTI S.p.A.        | Sigla dell'omonima serie animata                                                                  |
| 2000 | Kipper                                                      | 3:15   | Alessandra Valeri Manera | Silvio Amato                                                       | Cristina D'Avena e i tuoi amici in TV 18 | RTI S.p.A.        | Sigla della serie animata Kipper – Il più bel cucciolo del mondo                                  |
| 2000 | Pepin, un piccolo eroe per una grande leggenda              | 4:47   | Alessandra Valeri Manera | Gianfranco Fasano                                                  | Fivelandia 18                            | RTI S.p.A.        | Sigla della serie animata Pepin – Un piccolo eroe per una grande leggenda                         |
| 2000 | Picchiarello                                                | 3:00   | Alessandra Valeri Manera | Max Longhi e Giorgio Vanni                                         | Fivelandia 18                            | RTI S.p.A.        | Sigla dell'omonima serie animata                                                                  |
| 2000 | Picchiarello (Remix)                                        | 2:53   | Alessandra Valeri Manera | Max Longhi e Giorgio Vanni Remix: Michele Brustia e Morris Capaldi | Pokémon Cartoons Dance Compilation       | RTI S.p.A.        | —                                                                                                 |
| 2000 | Pocahontas                                                  | 5:14   | Alessandra Valeri Manera | Gianfranco Fasano                                                  | Fivelandia 18                            | RTI S.p.A.        | - Sigla dell'omonima serie animata - Con la partecipazione di Roberto Delledonne                  |
| 2000 | Pocahontas (Remix)                                          | 2:46   | Alessandra Valeri Manera | Gianfranco Fasano Remix: Michele Brustia e Morris Capaldi          | Pokémon Cartoons Dance Compilation       | RTI S.p.A.        | —                                                                                                 |
| 2000 | Qua la zampa Doggie                                         | 3:25   | Alessandra Valeri Manera | Silvio Amato                                                       | Cristina D'Avena e i tuoi amici in TV 13 | RTI S.p.A.        | Sigla della serie animata Qua la zampa, Doggie                                                    |
| 2000 | Rossana                                                     | 4:37   | Alessandra Valeri Manera | Gianfranco Fasano                                                  | Fivelandia 18                            | RTI S.p.A.        | - Sigla dell'omonima serie animata - In duetto con Giorgio Vanni                                  |
| 2000 | Rossana (Remix)                                             | 3:23   | Alessandra Valeri Manera | Gianfranco Fasano Remix: Michele Brustia e Morris Capaldi          | Pokémon Cartoons Dance Compilation       | RTI S.p.A.        | In duetto con Giorgio Vanni                                                                       |
| 2000 | Sabrina                                                     | 3:18   | Alessandra Valeri Manera | Max Longhi e Giorgio Vanni                                         | Cristina D'Avena e i tuoi amici in TV 13 | RTI S.p.A.        | - Sigla della serie animata Sabrina, the Animated Series - Con la partecipazione di Pietro Ubaldi |
| 2000 | Sabrina (Remix)                                             | 2:38   | Alessandra Valeri Manera | Max Longhi e Giorgio Vanni Remix: Michele Brustia e Morris Capaldi | Pokémon Cartoons Dance Compilation       | RTI S.p.A.        | Con la partecipazione di Pietro Ubaldi                                                            |
| 2000 | Si salvi chi può! Arriva Dennis                             | 3:47   | Alessandra Valeri Manera | Vincenzo Draghi                                                    | Fivelandia 18                            | RTI S.p.A.        | Sigla dell'omonima serie animata                                                                  |
| 2000 | Stilly e lo Specchio Magico                                 | 4:19   | Alessandra Valeri Manera | Gianfranco Fasano                                                  | Fivelandia 18                            | RTI S.p.A.        | Sigla dell'omonima serie animata                                                                  |
| 2000 | Super Elvis la stella del rock                              | 2:47   | Alessandra Valeri Manera | Max Longhi e Giorgio Vanni                                         | Cristina D'Avena e i tuoi amici in TV 14 | RTI S.p.A.        | Sigla della serie animata Super Elvis – La stella del rock                                        |
| 2000 | Temi d'amore fra i banchi di scuola                         | 4:09   | Alessandra Valeri Manera | Gianfranco Fasano                                                  | Fivelandia 18                            | RTI S.p.A.        | - Sigla dell'omonima serie animata - Con la partecipazione di Franco Fasano                       |
| 2000 | Terra, cielo e mare: un mondo da esplorare con Dodo         | 3:26   | Alessandra Valeri Manera | Silvio Amato                                                       | 40 – Il sogno continua                   | RTI S.p.A.        | Sigla dell'omonima serie animata                                                                  |
| 2000 | Tiritere e ghirigori per due topi in mezzo ai fiori         | 3:09   | Alessandra Valeri Manera | Max Longhi e Giorgio Vanni                                         | Fivelandia 18                            | RTI S.p.A.        | Sigla dell'omonima serie animata                                                                  |
| 2000 | Tiritere e ghirigori per due topi in mezzo ai fiori (Remix) | 2:32   | Alessandra Valeri Manera | Max Longhi e Giorgio Vanni Remix: Marcello Catalano                | Pokémon Cartoons Dance Compilation       | RTI S.p.A.        | —                                                                                                 |
| 2000 | Un mostro tutto da ridere                                   | 3:58   | Alessandra Valeri Manera | Gianfranco Fasano                                                  | Fivelandia 18                            | RTI S.p.A.        | - Sigla dell'omonima serie animata - Con la partecipazione di Pietro Ubaldi                       |
| 2000 | Una foresta incantata per Katia e Carletto                  | 3:25   | Alessandra Valeri Manera | Silvio Amato                                                       | Fivelandia 18                            | RTI S.p.A.        | Sigla dell'omonima serie animata                                                                  |

### 2001-2010

#### 2001
| Anno | Titolo                                      | Durata | Testo                    | Musica                                                             | Pubblicazione                            | Edizioni musicali | Note                                                                                         |
| ---- | ------------------------------------------- | ------ | ------------------------ | ------------------------------------------------------------------ | ---------------------------------------- | ----------------- | -------------------------------------------------------------------------------------------- |
| 2001 | All'arrembaggio!                            | 3:10   | Alessandra Valeri Manera | Max Longhi e Giorgio Vanni                                         | Fivelandia 19                            | RTI S.p.A.        | Sigla della prima stagione della serie animata All'arrembaggio! – One Piece                  |
| 2001 | All'arrembaggio! (Remix)                    | 3:04   | Alessandra Valeri Manera | Max Longhi e Giorgio Vanni Remix: Michele Brustia e Morris Capaldi | Cartuno – Parte 2                        | RTI S.p.A.        | —                                                                                            |
| 2001 | Always Pokémon                              | 2:54   | Alessandra Valeri Manera | Max Longhi e Giorgio Vanni                                         | Cristina D'Avena e i tuoi amici in TV 14 | RTI S.p.A.        | - Sigla della serie animata Always Pokémon: The Johto Journeys - In duetto con Giorgio Vanni |
| 2001 | Always Pokémon (Remix)                      | 3:18   | Alessandra Valeri Manera | Max Longhi e Giorgio Vanni Remix: Michele Brustia e Morris Capaldi | The Master Saga                          | RTI S.p.A.        | In duetto con Giorgio Vanni                                                                  |
| 2001 | Arriva Paddington!                          | 2:33   | Alessandra Valeri Manera | Max Longhi e Giorgio Vanni                                         | Fivelandia 19                            | RTI S.p.A.        | Sigla della serie animata Arriva Paddington                                                  |
| 2001 | Carnaby Street                              | 3:09   | Alessandra Valeri Manera | Max Longhi e Giorgio Vanni                                         | Fivelandia 19                            | RTI S.p.A.        | Sigla dell'omonima serie animata                                                             |
| 2001 | Che baby-sitter questa mummia!              | 2:59   | Alessandra Valeri Manera | Max Longhi e Giorgio Vanni                                         | Fivelandia 19                            | RTI S.p.A.        | Sigla della serie animata Che baby sitter questa mummia!                                     |
| 2001 | Fancy Lala                                  | 3:28   | Alessandra Valeri Manera | Max Longhi e Giorgio Vanni                                         | Fivelandia 19                            | RTI S.p.A.        | Sigla dell'omonima serie animata                                                             |
| 2001 | Franklin                                    | 3:29   | Alessandra Valeri Manera | Gianfranco Fasano                                                  | Fivelandia 19                            | RTI S.p.A.        | Sigla dell'omonima serie animata                                                             |
| 2001 | Hamtaro piccoli criceti, grandi avventure   | 3:13   | Alessandra Valeri Manera | Max Longhi e Giorgio Vanni                                         | Fivelandia 20                            | RTI S.p.A.        | Sigla della prima stagione della serie animata Hamtaro – Piccoli criceti, grandi avventure   |
| 2001 | Luna, principessa argentata                 | 3:43   | Alessandra Valeri Manera | Gianfranco Fasano                                                  | Fivelandia 19                            | RTI S.p.A.        | Sigla della serie animata Luna principessa argentata                                         |
| 2001 | Magica Doremì                               | 3:23   | Alessandra Valeri Manera | Max Longhi e Giorgio Vanni                                         | Cristina D'Avena e i tuoi amici in TV 15 | RTI S.p.A.        | Sigla dell'omonima serie animata                                                             |
| 2001 | Marsupilami                                 | 3:43   | Alessandra Valeri Manera | Gianfranco Fasano                                                  | Cristina D'Avena e i tuoi amici in TV 14 | RTI S.p.A.        | - Sigla dell'omonima serie animata - Con la partecipazione di Pietro Ubaldi                  |
| 2001 | Milly, vampiro per gioco                    | 3:45   | Alessandra Valeri Manera | Gianfranco Fasano                                                  | Fivelandia 19                            | RTI S.p.A.        | Sigla della serie animata Milly – Vampiro per gioco                                          |
| 2001 | Mostruosi marziani                          | 3:50   | Alessandra Valeri Manera | Gianfranco Fasano                                                  | Fivelandia 19                            | RTI S.p.A.        | Sigla della serie animata Mostruosi marziani – Butt-Ugly Martians                            |
| 2001 | Netèb, la principessa del Nilo              | 3:32   | Alessandra Valeri Manera | Max Longhi e Giorgio Vanni                                         | Fivelandia 19                            | RTI S.p.A.        | Sigla della serie animata Neteb – La principessa del Nilo                                    |
| 2001 | Papyrus e i misteri del Nilo                | 4:39   | Alessandra Valeri Manera | Gianfranco Fasano                                                  | Cristina D'Avena e i tuoi amici in TV 14 | RTI S.p.A.        | Sigla dell'omonima serie animata                                                             |
| 2001 | Pirati si nasce                             | 3:49   | Alessandra Valeri Manera | Gianfranco Fasano                                                  | Cristina D'Avena e i tuoi amici in TV 14 | RTI S.p.A.        | - Sigla dell'omonima serie animata - Con la partecipazione di Pietro Ubaldi                  |
| 2001 | Pokémon, the Johto League Champions         | 3:20   | Alessandra Valeri Manera | Max Longhi e Giorgio Vanni                                         | Fivelandia 19                            | RTI S.p.A.        | - Sigla della serie animata Pokémon: Johto League Champions - In duetto con Giorgio Vanni    |
| 2001 | Pokémon, the Johto League Champions (Remix) | 2:38   | Alessandra Valeri Manera | Max Longhi e Giorgio Vanni Remix: Michele Brustia e Morris Capaldi | The Master Saga                          | RTI S.p.A.        | In duetto con Giorgio Vanni                                                                  |
| 2001 | Roswell Conspiracies                        | 3:58   | Alessandra Valeri Manera | Max Longhi e Giorgio Vanni                                         | Fivelandia 19                            | RTI S.p.A.        | - Sigla dell'omonima serie animata - In duetto con Giorgio Vanni                             |
| 2001 | Sakura la partita non è finita              | 4:15   | Alessandra Valeri Manera | Gianfranco Fasano                                                  | Cristina D'Avena e i tuoi amici in TV 14 | RTI S.p.A.        | Sigla della serie animata Sakura – La partita non è finita                                   |
| 2001 | Spie, missioni e coccodrilli: S.O.S. Croco  | 4:21   | Alessandra Valeri Manera | Gianfranco Fasano                                                  | Fivelandia 19                            | RTI S.p.A.        | Sigla dell'omonima serie animata                                                             |
| 2001 | Supermodels                                 | 3:52   | Alessandra Valeri Manera | Gianfranco Fasano                                                  | Fivelandia 19                            | RTI S.p.A.        | Sigla dell'omonima serie animata                                                             |
| 2001 | Ughetto cane perfetto                       | 3:30   | Alessandra Valeri Manera | Gianfranco Fasano                                                  | Cristina D'Avena e i tuoi amici in TV 14 | RTI S.p.A.        | - Sigla della serie animata Ughetto – Cane perfetto - Con la partecipazione di Pietro Ubaldi |
| 2001 | What a Mess Slump e Arale                   | 3:27   | Alessandra Valeri Manera | Max Longhi e Giorgio Vanni                                         | Cristina D'Avena e i tuoi amici in TV 14 | RTI S.p.A.        | - Sigla dell'omonima serie animata - In duetto con Giorgio Vanni                             |
| 2001 | What a Mess Slump e Arale (Remix)           | 2:38   | Alessandra Valeri Manera | Max Longhi e Giorgio Vanni Remix: Michele Brustia e Morris Capaldi | Cartuno                                  | RTI S.p.A.        | In duetto con Giorgio Vanni                                                                  |

#### 2002
| Anno | Titolo                                            | Durata | Testo                                                        | Musica                                                             | Pubblicazione                               | Edizioni musicali         | Note |
| ---- | ------------------------------------------------- | ------ | ------------------------------------------------------------ | ------------------------------------------------------------------ | ------------------------------------------- | ------------------------- | --- |
| 2002 | A scuola di magie                                 | 3:03   | Alessandra Valeri Manera                                     | Max Longhi e Giorgio Vanni                                         | Cristina D'Avena e i tuoi amici in TV 15    | RTI S.p.A.                | Sigla della serie animata A scuola di magie – U.B.O.S.                                                                                      |
| 2002 | Bambino Pinocchio (Versione 2002)                 | 3:01   | Luciano Beretta                                              | Augusto Martelli Arrangiamento: Vincenzo Draghi                    | Greatest Hits                               | RTI S.p.A.                | Reinterpretazione del brano originale |
| 2002 | Dixan per la scuola                               | 3:05   | Marilena Crisci, Cristina D'Avena e Alessandra Valeri Manera | Francesco Amato                                                    | Le canzoni più belle                        | RTI S.p.A./Tabloid S.r.l. | Sigla della manifestazione Dixan Day |
| 2002 | Flint a spasso nel tempo                          | 3:40   | Alessandra Valeri Manera                                     | Gianfranco Fasano                                                  | Fivelandia 20                               | RTI S.p.A.                | Sigla della serie animata Flint – A spasso nel tempo                                                                                        |
| 2002 | Hamtaro Ham Ham Friends                           | 3:08   | Alessandra Valeri Manera                                     | Max Longhi e Giorgio Vanni                                         | Hamtaro – Piccoli criceti, grandi avventure | RTI S.p.A.                | Sigla della seconda stagione della serie animata Hamtaro – Piccoli criceti, grandi avventure                                                |
| 2002 | Hamtaro piccoli criceti, grandi avventure (Remix) | 3:11   | Alessandra Valeri Manera                                     | Max Longhi e Giorgio Vanni Remix: Michele Brustia e Morris Capaldi | Cartuno – Parte 2                           | RTI S.p.A.                | — |
| 2002 | I colori del cuore                                | 3:05   | Marilena Crisci, Cristina D'Avena e Alessandra Valeri Manera | Francesco Amato                                                    | Cristina D'Avena e i tuoi amici in TV 15    | RTI S.p.A./Tabloid S.r.l. | Adattamento del brano Dixan per la scuola, con testo parzialmente diverso dall'originale                                                    |
| 2002 | I colori del cuore (Club Mix)                     | 4:50   | Marilena Crisci, Cristina D'Avena e Alessandra Valeri Manera | Francesco Amato                                                    | 40 – Il sogno continua                      | RTI S.p.A./Tabloid S.r.l. | — |
| 2002 | Ma che magie Doremì!                              | 3:30   | Alessandra Valeri Manera                                     | Max Longhi e Giorgio Vanni                                         | Fivelandia 20                               | RTI S.p.A.                | Sigla della serie animata Ma che magie Doremì                                                                                               |
| 2002 | Ma che magie Doremì! (Remix)                      | 3:24   | Alessandra Valeri Manera                                     | Max Longhi e Giorgio Vanni Remix: Michele Brustia e Morris Capaldi | Cartuno – Parte 2                           | RTI S.p.A.                | — |
| 2002 | Mack, ma che principe sei?                        | 3:37   | Alessandra Valeri Manera                                     | Gianfranco Fasano                                                  | Cristina D'Avena e i tuoi amici in TV 15    | RTI S.p.A.                | Sigla dell'omonima serie animata |
| 2002 | Prezzemolo                                        | 3:36   | Alessandra Valeri Manera                                     | Gianfranco Fasano                                                  | Fivelandia 20                               | RTI S.p.A.                | Sigla dell'omonima serie animata |
| 2002 | Roba da gatti                                     | 2:38   | Alessandra Valeri Manera                                     | Max Longhi e Giorgio Vanni                                         | Fivelandia 20                               | RTI S.p.A.                | - Sigla della serie animata Roba da gatti! - In duetto con Giorgio Vanni                                                                    |
| 2002 | Roma, un grande impero                            | 4:17   | Alessandra Valeri Manera                                     | Gianfranco Fasano                                                  | Fivelandia 20                               | RTI S.p.A.                | Sigla della serie animata Roma – Un grande impero                                                                                           |
| 2002 | SimsalaGrimm                                      | 3:34   | Alessandra Valeri Manera                                     | Max Longhi e Giorgio Vanni                                         | Cristina D'Avena e i tuoi amici in TV 16    | RTI S.p.A.                | Sigla dell'omonima serie animata |
| 2002 | Tutti all'arrembaggio                             | 2:50   | Alessandra Valeri Manera                                     | Max Longhi e Giorgio Vanni                                         | Fivelandia 20                               | RTI S.p.A.                | - Sigla della seconda, terza, quarta e quinta stagione della serie animata Tutti all'arrembaggio! – One Piece - In duetto con Giorgio Vanni |
| 2002 | Vita da streghe                                   | 3:13   | Alessandra Valeri Manera                                     | Max Longhi e Giorgio Vanni                                         | Cristina D'Avena e i tuoi amici in TV 15    | RTI S.p.A.                | Sigla dell'omonima serie animata |

#### 2003
| Anno | Titolo                                                      | Durata | Testo                    | Musica                                           | Pubblicazione                               | Edizioni musicali             | Note                                                                            |
| ---- | ----------------------------------------------------------- | ------ | ------------------------ | ------------------------------------------------ | ------------------------------------------- | ----------------------------- | ------------------------------------------------------------------------------- |
| 2003 | Angelina ballerina                                          | 3:17   | Alessandra Valeri Manera | Max Longhi e Giorgio Vanni                       | Cristina D'Avena e i tuoi amici in TV 16    | RTI                           | Sigla dell'omonima serie animata                                                |
| 2003 | Belfagor                                                    | 3:06   | Alessandra Valeri Manera | Antonio Galbiati                                 | Fivelandia 21                               | BMG Ricordi S.p.A./RTI S.p.A. | Sigla dell'omonima serie animata                                                |
| 2003 | Che magnifiche spie!                                        | 3:21   | Alessandra Valeri Manera | Max Longhi e Giorgio Vanni                       | Cristina D'Avena e i tuoi amici in TV 16    | RTI S.p.A.                    | Sigla della serie animata Totally Spies! – Che magnifiche spie!                 |
| 2003 | Che magnifiche spie! (Remix)                                | 2:58   | Alessandra Valeri Manera | Max Longhi e Giorgio Vanni Remix: Morris Capaldi | Cartuno – Parte 3                           | RTI S.p.A.                    | —                                                                               |
| 2003 | Doraemon                                                    | 3:07   | Alessandra Valeri Manera | Max Longhi e Giorgio Vanni                       | Cristina D'Avena e i tuoi amici in TV 16    | RTI S.p.A.                    | Sigla dell'omonima serie animata                                                |
| 2003 | Doraemon (Remix)                                            | 2:48   | Alessandra Valeri Manera | Max Longhi e Giorgio Vanni Remix: Morris Capaldi | Cartuno – Parte 3                           | RTI S.p.A.                    | —                                                                               |
| 2003 | Doredò Doremì                                               | 2:58   | Alessandra Valeri Manera | Max Longhi e Giorgio Vanni                       | Fivelandia 21                               | RTI S.p.A.                    | Sigla dell'omonima serie animata                                                |
| 2003 | Doredò Doremì (Remix)                                       | 2:52   | Alessandra Valeri Manera | Max Longhi e Giorgio Vanni Remix: Fabio Gargiulo | Cartuno – Parte 3                           | RTI S.p.A.                    | —                                                                               |
| 2003 | Draghi e draghetti                                          | 3:03   | Alessandra Valeri Manera | Max Longhi e Giorgio Vanni                       | Cristina D'Avena e i tuoi amici in TV 16    | RTI S.p.A.                    | Sigla dell'omonima serie animata                                                |
| 2003 | Gladiator's Academy                                         | 2:52   | Alessandra Valeri Manera | Max Longhi e Giorgio Vanni                       | Fivelandia 21                               | RTI S.p.A.                    | Sigla della serie animata Gladiator Academy                                     |
| 2003 | Hamtaro piccoli criceti, grandi avventure (Versione latina) | 3:27   | Alessandra Valeri Manera | Max Longhi e Giorgio Vanni                       | Cristina D'Avena e i tuoi amici in TV 16    | RTI S.p.A.                    | —                                                                               |
| 2003 | Il ballo di Timidy e Sciarpina                              | 4:08   | Alessandra Valeri Manera | Gianfranco Fasano                                | Hamtaro – Piccoli criceti, grandi avventure | RTI S.p.A.                    | —                                                                               |
| 2003 | Il suo nome è Ghiotto                                       | 3:03   | Alessandra Valeri Manera | Gianfranco Fasano                                | Hamtaro – Piccoli criceti, grandi avventure | RTI S.p.A.                    | —                                                                               |
| 2003 | Jim l'astroverme                                            | 3:38   | Alessandra Valeri Manera | Silvio Amato                                     | #le sigle più belle                         | RTI S.p.A.                    | - Sigla dell'omonima serie animata - Con la partecipazione di Claudio Moneta    |
| 2003 | Ma chi vincerà fra Tricky e Damerino                        | 3:23   | Alessandra Valeri Manera | Cristiano Macrì                                  | Hamtaro – Piccoli criceti, grandi avventure | RTI S.p.A.                    | —                                                                               |
| 2003 | Ma chi vincerà fra Tricky e Damerino (versione acustica)    | 3:23   | Alessandra Valeri Manera | Cristiano Macrì                                  | 40 – Il sogno continua                      | RTI S.p.A.                    | —                                                                               |
| 2003 | Maggie e l'incredibile Birba                                | 3:11   | Alessandra Valeri Manera | Antonio Galbiati                                 | Cristina D'Avena e i tuoi amici in TV 16    | BMG Ricordi S.p.A./RTI S.p.A. | Sigla dell'omonima serie animata                                                |
| 2003 | Ninna nanna Ronfo                                           | 4:01   | Alessandra Valeri Manera | Sergio Dall'Ora                                  | Hamtaro – Piccoli criceti, grandi avventure | RTI S.p.A.                    | —                                                                               |
| 2003 | Panda                                                       | 3:07   | Alessandra Valeri Manera | Silvio Amato                                     | Hamtaro – Piccoli criceti, grandi avventure | RTI S.p.A.                    | —                                                                               |
| 2003 | Piccola Bijou                                               | 3:14   | Alessandra Valeri Manera | Max Longhi e Giorgio Vanni                       | Hamtaro – Piccoli criceti, grandi avventure | RTI S.p.A.                    | —                                                                               |
| 2003 | Pokémon: The Master Quest                                   | 2:42   | Alessandra Valeri Manera | Max Longhi e Giorgio Vanni                       | Fivelandia 21                               | RTI S.p.A.                    | - Sigla della serie animata Pokémon: Master Quest - In duetto con Giorgio Vanni |
| 2003 | Pokémon: The Master Quest (Remix)                           | 2:59   | Alessandra Valeri Manera | Max Longhi e Giorgio Vanni Remix: Morris Capaldi | The Master Saga                             | RTIS.p.A.                     | In duetto con Giorgio Vanni                                                     |
| 2003 | Quella strana fattoria                                      | 3:57   | Alessandra Valeri Manera | Gianfranco Fasano                                | Fivelandia 21                               | RTI S.p.A.                    | Sigla dell'omonima serie animata                                                |
| 2003 | Sherlock Holmes indagini dal futuro                         | 3:35   | Alessandra Valeri Manera | Cristiano Macrì                                  | Fivelandia 21                               | RTI S.p.A.                    | Sigla della serie animata Sherlock Holmes – Indagini dal futuro                 |
| 2003 | Tutti all'arrembaggio (Remix)                               | 2:57   | Alessandra Valeri Manera | Max Longhi e Giorgio Vanni Remix: Morris Capaldi | Cartuno – Parte 3                           | RTI S.p.A.                    | In duetto con Giorgio Vanni                                                     |
| 2003 | Un'avventura fantastica                                     | 3:08   | Alessandra Valeri Manera | Antonio Galbiati                                 | Fivelandia 21                               | BMG Ricordi S.p.A./RTI S.p.A. | Sigla dell'omonima serie animata                                                |
| 2003 | Una miss scacciafantasmi                                    | 3:12   | Alessandra Valeri Manera | Max Longhi e Giorgio Vanni                       | Fivelandia 21                               | RTI S.p.A.                    | Sigla dell'omonima serie animata                                                |
| 2003 | Yui, ragazza virtuale                                       | 3:59   | Alessandra Valeri Manera | Max Longhi e Giorgio Vanni                       | Fivelandia 21                               | RTI S.p.A.                    | Sigla della serie animata Yui – Ragazza virtuale                                |
| 2003 | Yui, ragazza virtuale (Remix)                               | 3:39   | Alessandra Valeri Manera | Max Longhi e Giorgio Vanni Remix: Fabio Gargiulo | Cartuno – Parte 3                           | RTI S.p.A.                    | —                                                                               |

#### 2004
| Anno | Titolo                                         | Durata | Testo                                                       | Musica                                                                          | Pubblicazione                              | Edizioni musicali                   | Note                                                                                |
| ---- | ---------------------------------------------- | ------ | ----------------------------------------------------------- | ------------------------------------------------------------------------------- | ------------------------------------------ | ----------------------------------- | ----------------------------------------------------------------------------------- |
| 2004 | Canzone dei Puffi                              | 2:31   | Victor Szëll Adattamento italiano: Alessandra Valeri Manera | Dan Lacksman                                                                    | —                                          | SEPP International, S.A./RTI S.p.A. | - Reinterpretazione del brano originale - Con la partecipazione di Gastone Pescucci |
| 2004 | Canzone dei Puffi (Remix)                      | 2:05   | Victor Szëll Adattamento italiano: Alessandra Valeri Manera | Dan Lacksman Remix: Factory Team e Fabio Turatti                                | Cartuno – Parte 4                          | SEPP International, S.A./RTI S.p.A. | Con la partecipazione di Gastone Pescucci                                           |
| 2004 | Gadget e i Gadgettini                          | 2:44   | Alessandra Valeri Manera                                    | Max Longhi e Giorgio Vanni                                                      | Cristina for You                           | RTI S.p.A.                          | - Sigla della serie animata Gadget e Gadgettini - In duetto con Giorgio Vanni       |
| 2004 | Gira il mondo principessa stellare             | 3:10   | Alessandra Valeri Manera                                    | Danilo Aielli e Maurizio Perfetto                                               | Fivelandia 22                              | RTI S.p.A.                          | Sigla dell'omonima serie animata                                                    |
| 2004 | Gira il mondo principessa stellare (remix)     | 3:13   | Alessandra Valeri Manera                                    | Danilo Aielli e Maurizio Perfetto Remix: Factory Team e Fabio Turatti           | Cartuno – Parte 4                          | RTI S.p.A.                          | —                                                                                   |
| 2004 | Gladiator's Academy (Remix)                    | 3:36   | Alessandra Valeri Manera                                    | Max Longhi e Giorgio Vanni Remix: Factory Team e Fabio Turatti                  | Cartuno – Parte 4                          | RTI S.p.A.                          | —                                                                                   |
| 2004 | Hamtaro Ham Ham Friends (Remix)                | 3:11   | Alessandra Valeri Manera                                    | Max Longhi e Giorgio Vanni Remix: Factory Team e Fabio Turatti                  | Cartuno – Parte 4                          | RTI S.p.A.                          | —                                                                                   |
| 2004 | Holly e Benji Forever                          | 3:04   | Alessandra Valeri Manera                                    | Max Longhi e Giorgio Vanni                                                      | Cartoon Story – 100 sigle TV per bambini   | RTI S.p.A.                          | - Sigla della serie animata Holly & Benji Forever - In duetto con Giorgio Vanni     |
| 2004 | Holly e Benji Forever (Remix)                  | 3:46   | Alessandra Valeri Manera                                    | Max Longhi e Giorgio Vanni Remix: Factory Team e Fabio Turatti                  | Cartuno – Parte 4                          | RTI S.p.A.                          | In duetto con Giorgio Vanni                                                         |
| 2004 | Kirby                                          | 2:51   | Alessandra Valeri Manera                                    | Max Longhi e Giorgio Vanni                                                      | Cristina D'Avena e i tuoi amici in TV 19   | RTI S.p.A.                          | Sigla dell'omonima serie animata                                                    |
| 2004 | Kiss Me Licia                                  | 3:16   | Alessandra Valeri Manera                                    | Giordano Bruno Martelli                                                         | —                                          | RTI S.p.A.                          | Reinterpretazione del brano originale                                               |
| 2004 | Kiss Me Licia (Remix)                          | 4:07   | Alessandra Valeri Manera                                    | Giordano Bruno Martelli Remix: Factory Team e Fabio Turatti                     | Cartuno – Parte 4                          | RTI S.p.A.                          | —                                                                                   |
| 2004 | Mew Mew amiche vincenti                        | 3:37   | Alessandra Valeri Manera                                    | Cristiano Macrì                                                                 | Cristina D'Avena e i tuoi amici in TV 2004 | RTI S.p.A.                          | Sigla della serie animata Mew Mew – Amiche vincenti                                 |
| 2004 | Mew Mew amiche vincenti (Remix)                | 4:35   | Alessandra Valeri Manera                                    | Cristiano Macrì Remix: Factory Team e Fabio Turatti                             | Cartuno – Parte 4                          | RTI S.p.A.                          | —                                                                                   |
| 2004 | Mila e Shiro due cuori nella pallavolo         | 2:56   | Alessandra Valeri Manera                                    | Carmelo Carucci                                                                 | —                                          | RTI S.p.A.                          | Reinterpretazione del brano originale                                               |
| 2004 | Mila e Shiro due cuori nella pallavolo (Remix) | 2:39   | Alessandra Valeri Manera                                    | Carmelo Carucci Remix: Factory Team e Fabio Turatti                             | Cartuno – Parte 4                          | RTI S.p.A.                          | —                                                                                   |
| 2004 | Occhi di Gatto                                 | 3:25   | Alessandra Valeri Manera                                    | Carmelo Carucci Arrangiamento: Dino Ceglie                                      | —                                          | RTI S.p.A.                          | Reinterpretazione del brano originale                                               |
| 2004 | Occhi di Gatto (Remix)                         | 3:52   | Alessandra Valeri Manera                                    | Carmelo Carucci Remix: Factory Team e Fabio Turatti                             | Cartuno – Parte 4                          | RTI S.p.A.                          | —                                                                                   |
| 2004 | Pokémon Advanced                               | 2:36   | Alessandra Valeri Manera                                    | Max Longhi e Giorgio Vanni                                                      | Cristina D'Avena e i tuoi amici in TV 2004 | RTI S.p.A.                          | - Sigla della serie animata Pokémon: Advanced - In duetto con Giorgio Vanni         |
| 2004 | Pokémon Advanced (Remix)                       | 3:26   | Alessandra Valeri Manera                                    | Max Longhi e Giorgio Vanni Remix: Factory Team e Fabio Turatti                  | The Master Saga                            | RTI S.p.A.                          | In duetto con Giorgio Vanni                                                         |
| 2004 | Webdivers                                      | 2:48   | Riccardo Barbieri e Luigi Vilardo                           | Max Longhi, Cristiano Macrì e Giorgio Vanni                                     | Fivelandia 22                              | RTI S.p.A.                          | - Sigla della serie animata Webdiver - In duetto con Cristiano Macrì                |
| 2004 | Webdivers (Remix)                              | 4:08   | Riccardo Barbieri e Luigi Vilardo                           | Max Longhi, Cristiano Macrì e Giorgio Vanni Remix: Factory Team e Fabio Turatti | Cartuno – Parte 4                          | RTI S.p.A.                          | In duetto con Cristiano Macrì                                                       |

#### 2005-2006
| Anno | Titolo                           | Durata | Testo                                            | Musica                                                              | Pubblicazione                            | Edizioni musicali                              | Note                                                                               |
| ---- | -------------------------------- | ------ | ------------------------------------------------ | ------------------------------------------------------------------- | ---------------------------------------- | ---------------------------------------------- | ---------------------------------------------------------------------------------- |
| 2005 | Alessia                          | 2:57   | Fabrizio Berlincioni                             | Sergio Dall'Ora e Fabio Venturini                                   | Mirmo!!                                  | RTI S.p.A.                                     | —                                                                                  |
| 2005 | Camilla                          | 3:24   | Cristina D'Avena                                 | Antonio Galbiati                                                    | Mirmo!!                                  | BMG Ricordi Music Publishing S.p.A./RTI S.p.A. | —                                                                                  |
| 2005 | Camilla e Fabrizio               | 3:39   | Giuseppe Dati                                    | Goffredo Orlandi                                                    | Mirmo!!                                  | RTI S.p.A.                                     | In duetto con Antonio Galbiati                                                     |
| 2005 | Mirmo                            | 3:00   | Alessandra Valeri Manera                         | Max Longhi e Giorgio Vanni                                          | Mirmo!!                                  | RTI S.p.A.                                     | Sigla della serie animata Mirmo!!                                                  |
| 2005 | Rima                             | 2:53   | Graziella Caliandro                              | Stefania Camera e Fulvio Griffini                                   | Mirmo!!                                  | RTI S.p.A.                                     | —                                                                                  |
| 2005 | Rima e Mirmo insieme             | 3:12   | Graziella Caliandro                              | Massimiliano Gusmini e Michele Monestiroli                          | Mirmo!!                                  | RTI S.p.A.                                     | In duetto con Max Corfini                                                          |
| 2005 | Teo and Friends                  | 3:38   | Graziella Caliandro                              | Stefania Camera e Fulvio Griffini                                   | Cartoonlandia Girls                      | RTI S.p.A.                                     | Sigla dell'omonima serie animata                                                   |
| 2006 | Akubi Girl                       | 2:30   | Alessandra Valeri Manera                         | Max Longhi e Giorgio Vanni                                          | Cristina for You                         | RTI S.p.A.                                     | Sigla dell'omonima serie animata                                                   |
| 2006 | Cin cin pon pon                  | 3:22   | Annie Gorassini                                  | Angelo Baroncini Arrangiamento: Dino Ceglie                         | Le canzoni di nonna Pina Special         | RTI S.p.A.                                     | —                                                                                  |
| 2006 | Ciribiricoccola                  | 2:49   | Virginio Capitini                                | Walter Malgoni Arrangiamento: Dino Ceglie                           | Le canzoni di nonna Pina Special         | RTI S.p.A.                                     | —                                                                                  |
| 2006 | Cocco e Drilli                   | 2:20   |                                                  | Walter Valdi Arrangiamento: Dino Ceglie                             | Il valzer del moscerino                  | RTI S.p.A.                                     | —                                                                                  |
| 2006 | Dagli una spinta                 | 2:34   | Dante Panzuti e Giuseppe Perotti                 | Giovanni Casiroli Arrangiamento: Dino Ceglie e Giovanni Rosina      | Il valzer del moscerino                  | RTI S.p.A.                                     | —                                                                                  |
| 2006 | Faireez                          | 3:12   | Graziella Caliandro                              | Danilo Bernardi e Giuseppe Zanca                                    | Cristina D'Avena e i tuoi amici in TV 21 | RTI S.p.A.                                     | Sigla dell'omonima serie animata                                                   |
| 2006 | Fammi crescere i denti davanti   | 2:15   | Giuseppe Pittari                                 | Aldo Rossi Arrangiamento: Dino Ceglie e Giovanni Rosina             | Il valzer del moscerino                  | RTI S.p.A.                                     | —                                                                                  |
| 2006 | Grog di Magog                    | 2:11   | Alessandra Valeri Manera                         | Max Longhi e Giorgio Vanni                                          | Cristina D'Avena e i tuoi amici in TV 19 | RTI S.p.A.                                     | Sigla dell'omonima serie animata                                                   |
| 2006 | Il caffè della Peppina           | 2:12   | Tony Martucci e Walter Valdi                     | Alberto Anelli Arrangiamento: Dino Ceglie e Giovanni Rosina         | Il valzer del moscerino                  | RTI S.p.A.                                     | —                                                                                  |
| 2006 | Il coccodrillo come fa?          | 3:13   | Oscar Avogadro                                   | Pino Massara Arrangiamento: Dino Ceglie                             | Il valzer del moscerino                  | RTI S.p.A.                                     | —                                                                                  |
| 2006 | Il gatto Puzzolone               | 3:04   | Federico Vito Ferdinando Padovano                | Cristiano Minellono e Alessandro Nidi Arrangiamento: Dino Ceglie    | Le canzoni di nonna Pina Special         | RTI S.p.A.                                     | —                                                                                  |
| 2006 | Il pinguino Belisario            | 2:30   | Franco Maresca                                   | Mario Pagano Arrangiamento: Dino Ceglie                             | Il valzer del moscerino                  | RTI S.p.A.                                     | —                                                                                  |
| 2006 | Il pulcino ballerino             | 2:25   | Franco Maresca                                   | Mario Pagano Arrangiamento: Dino Ceglie e Giovanni Rosina           | Il valzer del moscerino                  | RTI S.p.A.                                     | —                                                                                  |
| 2006 | Il torero Camomillo              | 3:01   | Franco Maresca                                   | Mario Pagano Arrangiamento: Dino Ceglie e Giovanni Rosina           | Il valzer del moscerino                  | RTI S.p.A.                                     | —                                                                                  |
| 2006 | Il valzer del moscerino          | 4:30   | Laura Zanin                                      | Adriano Della Giustina Arrangiamento: Dino Ceglie e Giovanni Rosina | Il valzer del moscerino                  | RTI S.p.A.                                     | Reinterpretazione del brano originale                                              |
| 2006 | La nave Gelsomina dirindirindina | 2:16   | Franco Maresca                                   | Mario Pagano Arrangiamento: Dino Ceglie e Giovanni Rosina           | Il valzer del moscerino                  | RTI S.p.A.                                     | —                                                                                  |
| 2006 | La sveglia birichina             | 3:01   | Luciano Beretta e Giulio Cadile                  | Mino Reitano e Franco Reitano Arrangiamento: Dino Ceglie            | Il valzer del moscerino                  | RTI S.p.A.                                     | —                                                                                  |
| 2006 | La zanzara                       | 3:25   | Paola Pitagora e Franco Maresca                  | Mario Pagano Arrangiamento: Dino Ceglie                             | Le canzoni di nonna Pina Special         | RTI S.p.A.                                     | —                                                                                  |
| 2006 | Le tagliatelle di nonna Pina     | 3:30   |                                                  | Gian Marco Gualandi Arrangiamento: Dino Ceglie                      | Il valzer del moscerino                  | RTI S.p.A.                                     | —                                                                                  |
| 2006 | Metti la canottiera              | 3:31   | Vito Pallavicini                                 | Pino Massara Arrangiamento: Dino Ceglie                             | Le canzoni di nonna Pina Special         | RTI S.p.A.                                     | —                                                                                  |
| 2006 | Pokémon Advanced Battle          | 2:42   | Alessandra Valeri Manera                         | Max Longhi e Giorgio Vanni                                          | Cristina D'Avena e i tuoi amici in TV 19 | RTI S.p.A.                                     | - Sigla della serie animata Pokémon: Advanced Battle - In duetto con Giorgio Vanni |
| 2006 | Pokémon Chronicles               | 2:49   | Alessandra Valeri Manera                         | Max Longhi e Giorgio Vanni                                          | Cristina D'Avena e i tuoi amici in TV 20 | RTI S.p.A.                                     | - Sigla dell'omonima serie animata - In duetto con Giorgio Vanni                   |
| 2006 | Popoff                           | 2:51   | Anna Benassi                                     | Paolo Gualdi e Mario Pagano Arrangiamento: Dino Ceglie              | Il valzer del moscerino                  | RTI S.p.A.                                     | —                                                                                  |
| 2006 | Quarantaquattro gatti            | 2:39   |                                                  | Giuseppe Casarini Arrangiamento: Dino Ceglie                        | Il valzer del moscerino                  | RTI S.p.A.                                     | —                                                                                  |
| 2006 | Volevo un gatto nero             | 2:29   | Franco Maresca, Mario Pagano e Armando Soricillo | Mario Pagano Arrangiamento: Dino Ceglie                             | Il valzer del moscerino                  | RTI S.p.A.                                     | —                                                                                  |

#### 2007-2010
| Anno | Titolo                                                                          | Durata | Testo                                                     | Musica | Pubblicazione                                               | Edizioni musicali | Note |
| ---- | ------------------------------------------------------------------------------- | ------ | --------------------------------------------------------- | --- | ----------------------------------------------------------- | ----------------- | --- |
| 2007 | Dolce piccola Remì                                                              | 3:30   | Cristina D'Avena                                          | Silvio Amato | Cristina D'Avena e i tuoi amici in TV 20                    | RTI S.p.A.        | Sigla dell'omonima serie animata |
| 2007 | Hamtaro                                                                         | 3:02   | Alessandra Valeri Manera                                  | Max Longhi e Giorgio Vanni | Cristina D'Avena e i tuoi amici in TV 21                    | RTI S.p.A.        | Sigla della terza stagione della serie animata Hamtaro – Piccoli criceti, grandi avventure                                               |
| 2007 | Il segreto della sabbia                                                         | 3:09   | Alessandra Valeri Manera                                  | Max Longhi e Giorgio Vanni | Cristina for You                                            | RTI S.p.A.        | Sigla dell'omonima serie animata |
| 2007 | Innamorati dentro un film                                                       | 3:46   | Leonardo Abbate                                           | Goffredo Orlandi | Cristina D'Avena e i tuoi amici in TV 20                    | RTI S.p.A.        | — |
| 2007 | Le avventure di Piggley Winks                                                   | 3:23   | Alessandra Valeri Manera                                  | Max Longhi e Giorgio Vanni | Cristina D'Avena e i tuoi amici in TV 21                    | RTI S.p.A.        | Sigla dell'omonima serie animata |
| 2007 | Pirati all'arrembaggio                                                          | 3:31   | Graziella Caliandro                                       | Antonio D'Ambrosio | Cristina D'Avena e i tuoi amici in TV 21                    | RTI S.p.A.        | - Sigla della sesta, settima e ottava stagione della serie animata Tutti all'arrembaggio! – One Piece - In duetto con Antonio Divincenzo |
| 2007 | Pokémon Diamante e Perla                                                        | 2:37   | Graziella Caliandro                                       | Max Longhi e Giorgio Vanni | Pokémon Compilation                                         | RTI S.p.A.        | - Sigla della serie animata Pokémon – Diamante e Perla - In duetto con Giorgio Vanni                                                     |
| 2007 | Prince of Tennis                                                                | 3:28   | Alessandra Valeri Manera                                  | Max Longhi e Giorgio Vanni | Cristina for You                                            | RTI S.p.A.        | Sigla dell'omonima serie animata |
| 2007 | Sagwa                                                                           | 3:45   | Alessandra Valeri Manera                                  | Max Longhi e GiorgIo Vanni | 40 – Il sogno continua                                      | RTI S.p.A.        | Sigla dell'omonima serie animata |
| 2007 | Wonder Bevil                                                                    | 2:39   | Alessandra Valeri Manera                                  | Max Longhi e Giorgio Vanni | Cristina D'Avena e i tuoi amici in TV 21                    | RTI S.p.A.        | Sigla dell'omonima serie animata |
| 2007 | Zip e Zap                                                                       | 2:53   | Alessandra Valeri Manera                                  | Max Longhi e Giorgio Vanni | Cristina D'Avena e i tuoi amici in TV 21                    | RTI S.p.A.        | - Sigla della serie animata Zip & Zap - In duetto con Giorgio Vanni                                                                      |
| 2008 | Alla ricerca della Valle Incantata                                              | 3:01   | Fabrizio Berlincioni                                      | Dino Ceglie e Giovanni Rosina | 40 – Il sogno continua                                      | RTI S.p.A.        | Sigla dell'omonima serie animata |
| 2008 | Ballare è facile                                                                | 1:05   | Cristina D'Avena                                          | Max Longhi e Giorgio Vanni | Le fiabe di Fata Cri – Fata Cri e il ballo degli scoiattoli | RTI S.p.A.        | — |
| 2008 | Le fiabe di Fata Cri                                                            | 0:45   | Cristina D'Avena                                          | Max Longhi e Giorgio Vanni | Le fiabe di Fata Cri                                        | RTI S.p.A.        | Sigla dell'omonima collana editoriale |
| 2008 | Le fiabe di Fata Cri                                                            | 2:15   | Cristina D'Avena                                          | Max Longhi e Giorgio Vanni | Cristina for You                                            | RTI S.p.A.        | Versione estesa |
| 2008 | Ma che melodia                                                                  | 3:20   | Cristina D'Avena                                          | Goffredo Orlandi | Cristina for You                                            | RTI S.p.A.        | Sigla della serie animata My Melody – Sogni di magia                                                                                     |
| 2008 | Tutto sa di te                                                                  | 3:49   | Leonardo Abbate                                           | Goffredo Orlandi | Cristina D'Avena e i tuoi amici in TV 21                    | RTI S.p.A.        | — |
| 2008 | Una draghetta rosa                                                              | 1:16   | Cristina D'Avena                                          | Max Longhi e Giorgio Vanni | Le fiabe di Fata Cri – Fata Cri e i draghetti pasticcioni   | RTI S.p.A.        | — |
| 2009 | All I Want for Christmas Is You                                                 | 3:50   |                                                           | Vladimir Afanasieff e Mariah Carey Arrangiamento: Valeriano Chiaravalle                                                            | Magia di Natale                                             | RTI S.p.A.        | — |
| 2009 | Alla scoperta di Babbo Natale                                                   | 3:18   | Alessandra Valeri Manera                                  | Carmelo Carucci Arrangiamento: Valeriano Chiaravalle                                                                               | Magia di Natale                                             | RTI S.p.A.        | Reinterpretazione del brano originale |
| 2009 | Angel's Friends                                                                 | 3:14   | Antonio Divincenzo                                        | Danilo Bernardi e Giuseppe Zanca                                                                                                   | Cristina for You                                            | RTI S.p.A.        | Sigla dell'omonima serie animata |
| 2009 | Angel's Friends                                                                 | 3:14   | Antonio Divincenzo                                        | Danilo Bernardi e Giuseppe Zanca                                                                                                   | Angel's Friends                                             | RTI S.p.A.        | Versione alternativa |
| 2009 | Bianco Natale                                                                   | 2:36   |                                                           | Irving Berlin Adattamento italiano: Alberto Curci Arrangiamento: Valeriano Chiaravalle                                             | Magia di Natale                                             | RTI S.p.A.        | — |
| 2009 | Blue Dragon                                                                     | 3:15   | Fabio Gargiulo, Max Longhi e Giorgio Vanni                | Max Longhi e Giorgio Vanni | Cristina for You                                            | RTI S.p.A.        | - Sigla dell'omonima serie animata - In duetto con Giorgio Vanni                                                                         |
| 2009 | C'era una volta la Terra                                                        | 2:58   | Cristina D'Avena                                          | Dino Ceglie e Giovanni Rosina | Natale con Cristina                                         | RTI S.p.A.        | Sigla della serie animata C'era una volta… la Terra                                                                                      |
| 2009 | Childhood                                                                       | 4:28   |                                                           | Michael Jackson Arrangiamento: Valeriano Chiaravalle                                                                               | Magia di Natale                                             | RTI S.p.A.        | — |
| 2009 | Din don dan (Jingle Bells)                                                      | 2:28   |                                                           | James Lord Pierpont e Jean-Philippe Rameau Adattamento italiano: Umberto Bertini/Tradizionale Arrangiamento: Valeriano Chiaravalle | Magia di Natale                                             | RTI S.p.A.        | — |
| 2009 | Ginge Rock (Jingle Bell Rock)                                                   | 2:28   |                                                           | Joseph Carleton Beal e James Ross Boothe Adattamento italiano: Mario Panzeri Arrangiamento: Valeriano Chiaravalle                  | Magia di Natale                                             | RTI S.p.A.        | — |
| 2009 | Happy Xmas (War Is Over)                                                        | 4:25   |                                                           | John Winston Lennon e Yōko Ono Arrangiamento: Valeriano Chiaravalle                                                                | Magia di Natale                                             | RTI S.p.A.        | — |
| 2009 | Il Natale arriva in città                                                       | 2:32   | Haven Gillespie Adattamento italiano: Paolo Re            | J. Fred Coots Arrangiamento: Valeriano Chiaravalle                                                                                 | Magia di Natale                                             | RTI S.p.A.        | — |
| 2009 | La paura                                                                        | 2:21   | Cristina D'Avena                                          | Max Longhi e Giorgio Vanni | Le fiabe di Fata Cri – Il mostro birbone                    | RTI S.p.A.        | — |
| 2009 | Ninna nanna di Brahms                                                           | 2:55   |                                                           | Johannes Brahms Adattamento italiano: Tradizionale Arrangiamento: Valeriano Chiaravalle                                            | Magia di Natale                                             | RTI S.p.A.        | Reinterpretazione del brano originale |
| 2009 | Non esser capricciosa                                                           | 1:14   | Cristina D'Avena                                          | Max Longhi e Giorgio Vanni | Le fiabe di Fata Cri – Il mistero della Principessa         | RTI S.p.A.        | — |
| 2009 | O Holy Night                                                                    | 3:53   | Placide Cappeau Adattamento inglese: John Sullivan Dwight | Adolphe-Charles Adam Arrangiamento: Valeriano Chiaravalle                                                                          | Magia di Natale                                             | RTI S.p.A.        | — |
| 2009 | Principesse gemelle                                                             | 3:16   | Cristina D'Avena                                          | Max Longhi e Giorgio Vanni | Cristina for You                                            | RTI S.p.A.        | Sigla della prima stagione della serie animata Twin Princess – Principesse gemelle                                                       |
| 2009 | Principesse gemelle (Energy Remix)                                              | 3:32   | Cristina D'Avena                                          | Max Longhi e Giorgio Vanni | 30 e poi… – Parte prima                                     | RTI S.p.A.        | Sigla della seconda stagione della serie animata Twin Princess – Principesse gemelle                                                     |
| 2009 | Santa Notte (Stille Nacht, heilige Nacht)                                       | 3:13   | Joseph Mohr Adattamento italiano: Tradizionale            | Franz Xaver Gruber Arrangiamento: Valeriano Chiaravalle                                                                            | Magia di Natale                                             | RTI S.p.A.        | — |
| 2009 | Shizuku                                                                         | 3:38   | Cristina D'Avena                                          | Gianfranco Fasano | 40 – Il sogno continua                                      | RTI S.p.A.        | Sigla dell'omonima serie animata |
| 2009 | The Prayer (Italian Version)                                                    | 4:02   | Carole Bayer, Tony Renis e Alberto Testa                  | David Foster Arrangiamento: Valeriano Chiaravalle                                                                                  | Magia di Natale                                             | RTI S.p.A.        | In duetto con Laura (solista dell'Accademia New Day)                                                                                     |
| 2009 | Viva Piñata                                                                     | 3:08   | Graziella Caliandro                                       | Cristiano Macrì | Natale con Cristina                                         | RTI S.p.A.        | Sigla della serie animata Viva Piñata |
| 2010 | Emma                                                                            | 3:01   | Graziella Caliandro                                       | Danilo Bernardi e Giuseppe Zanca                                                                                                   | Natale con Cristina                                         | RTI S.p.A.        | Sigla della serie animata Emma – Una storia romantica                                                                                    |
| 2010 | Il lungo viaggio di Porfi                                                       | 3:44   | Cristina D'Avena                                          | Cristiano Macrì | Natale con Cristina                                         | RTI S.p.A.        | Sigla della serie animata Il lungo viaggio di Porfi                                                                                      |
| 2010 | Il lungo viaggio di Porfi (TV Version)                                          | 1:30   | Cristina D'Avena                                          | Cristiano Macrì | 40 – Il sogno continua                                      | RTI S.p.A.        | Versione televisiva della sigla della serie animata Il lungo viaggio di Porfi                                                            |
| 2010 | La magia del cuore                                                              | 3:35   | Cristina D'Avena                                          | Maurizio Bianchini e Graziano Pegoraro                                                                                             | Natale con Cristina                                         | RTI S.p.A.        | Sigla della serie animata Shugo Chara – La magia del cuore                                                                               |
| 2010 | Medley M&M: Kiss Me Licia/Mila e Shiro due cuori nella pallavolo/Occhi di Gatto | 5:07   | Alessandra Valeri Manera                                  | Giordano Bruno Martelli e Carmelo Carucci Arrangiamento del brano Occhi di Gatto: Dino Ceglie                                      | Matricole & Meteore – La compilation                        | RTI S.p.A.        | — |
| 2010 | Sorridi piccola Anna                                                            | 3:26   | Fabrizio Berlincioni                                      | Augusto Martelli | Natale con Cristina                                         | RTI S.p.A.        | Sigla della serie animata Sorridi, piccola Anna                                                                                          |

### 2011-2020

#### 2011-2016
| Anno | Titolo                             | Durata | Testo                                                   | Musica | Pubblicazione                                      | Edizioni musicali                                                                                | Note |
| ---- | ---------------------------------- | ------ | ------------------------------------------------------- | --- | -------------------------------------------------- | ------------------------------------------------------------------------------------------------ | --- |
| 2011 | Emily della Luna Nuova             | 3:30   | Cristina D'Avena                                        | Danilo Bernardi e Giuseppe Zanca                                                                             | 40 – Il sogno continua                             | RTI S.p.A.                                                                                       | - Sigla dell'omonima serie animata - In duetto con Alessia Volpicelli                                    |
| 2011 | Jewelpet                           | 3:11   | Fabio Gargiulo, Max Longhi e Giorgio Vanni              | Max Longhi e Giorgio Vanni                                                                                   | Le sigle originali dei cartoni di Italia 1         | RTI S.p.A.                                                                                       | Sigla dell'omonima serie animata                                                                         |
| 2011 | Mila e Shiro il sogno continua     | 3:37   | Arianna Martina Bergamaschi                             | Cristiano Macrì                                                                                              | Le sigle originali dei cartoni di Italia 1         | RTI S.p.A.                                                                                       | Sigla della serie animata Mila e Shiro – Il sogno continua                                               |
| 2011 | Natale speciale                    | 3:09   |                                                         | Gisella Cozzo Adattamento italiano: Fabrizio Berlincioni                                                     | Gisella Cozzo & Xmas Friends 4 Haiti               | Benvenuto Edizioni Musicali/Lova Music S.r.l./Mamigi Publishing/Smilax Publishing S.r.l.         | Gisella Cozzo ft. Cristina D'Avena                                                                       |
| 2012 | Cri Megamix (Extended Version)     | 5:30   | Alessandra Valeri Manera e Wladimiro Albera             | Carmelo Carucci, Giordano Bruno Martelli e Piero Cassano Remix: Luca Orioli                                  | Cri Megamix                                        | RTI S.p.A.                                                                                       | — |
| 2012 | Cri Megamix (Mash-Up)              | 4:20   | Alessandra Valeri Manera e Vladimiro Albera             | Carmelo Carucci, Piero Cassano e Giordano Bruno Martelli Remix: Luca Orioli                                  | 30 e poi… – Parte prima                            | RTI S.p.A.                                                                                       | — |
| 2012 | Cri Megamix (Radio Version)        | 3:08   | Alessandra Valeri Manera e Vladimiro Albera             | Carmelo Carucci, Piero Cassano e Giordano Bruno Martelli Remix: Luca Orioli                                  | Cri Megamix                                        | RTI S.p.A.                                                                                       | — |
| 2012 | Estate d'amore                     | 3:00   | Cristina D'Avena                                        | Max Longhi e Giorgio Vanni                                                                                   | Estate d'amore                                     | Crioma S.r.l./RTI S.p.A.                                                                         | - Sigla del programma televisivo Karaoke Super Show! - Featuring Patrick Ray                             |
| 2012 | Estate d'amore                     | 3:00   | Cristina D'Avena                                        | Max Longhi e Giorgio Vanni                                                                                   | 30 e poi… – Parte prima                            | Crioma S.r.l./RTI S.p.A.                                                                         | - Versione alternativa - Featuring Patrick Ray                                                           |
| 2012 | Ki ti kissa                        | 5:43   | Carlo Sagradini                                         | Michele Romagnoli e Massimo Vicinelli                                                                        | Gagoni                                             | Carmax S.n.c.                                                                                    | Gem Boy featuring Cristina D'Avena                                                                       |
| 2012 | L'anno che verrà                   | 4:03   |                                                         | Lucio Dalla Arrangiamento: Valeriano Chiaravalle                                                             | 30 e poi… – Parte prima                            | RTI S.p.A.                                                                                       | — |
| 2013 | Georgie                            | 1:26   | Alessandra Valeri Manera                                | Wladimiro Albera e Alberto Baldan Bembo                                                                      | —                                                  | RTI S.p.A.                                                                                       | Reinterpretazione del brano originale                                                                    |
| 2013 | Memole dolce Memole                | 1:32   | Alessandra Valeri Manera                                | Giordano Bruno Martelli                                                                                      | —                                                  | RTI S.p.A.                                                                                       | Reinterpretazione del brano originale                                                                    |
| 2013 | Pollon, Pollon combinaguai         | 1:49   | Wladimiro Albera e Alessandra Valeri Manera             | Piero Cassano                                                                                                | —                                                  | RTI S.p.A.                                                                                       | Reinterpretazione del brano originale                                                                    |
| 2014 | Dio fa' qualcosa                   | 3:52   | Stephen Schwartz Adattamento italiano: Michele Centonze | Alan Menken Arrangiamento: Valeriano Chiaravalle                                                             | Magia di Natale – Deluxe Edition                   | RTI S.p.A.                                                                                       | — |
| 2014 | FestivalMar                        | 2:59   | Cristina D'Avena                                        | Cristiano Macrì                                                                                              | FestivalMar                                        | Crioma S.r.l.                                                                                    | Sigla dell'omonima manifestazione canora                                                                 |
| 2014 | Hallelujah                         | 3:34   |                                                         | Leonard Cohen Arrangiamento: Valeriano Chiaravalle                                                           | Magia di Natale – Deluxe Edition                   | RTI S.p.A.                                                                                       | — |
| 2014 | Noi vorremmo (Versione 2014)       | 3:56   | Alessandra Valeri Manera                                | Carmelo Carucci Arrangiamento: Valeriano Chiaravalle                                                         | Magia di Natale – Deluxe Edition                   | RTI S.p.A.                                                                                       | Reinterpretazione del brano originale                                                                    |
| 2014 | Vieni con noi                      | 2:59   | Cristina D'Avena                                        | Cristiano Macrì                                                                                              | FestivalMar                                        | Crioma S.r.l.                                                                                    | — |
| 2015 | Il segreto (per Mariele)           | 4:10   |                                                         | Sara Casali e Alessio Zini                                                                                   | 58º Zecchino d'Oro                                 | Antoniano – Provincia Minoritica di Cristo Re dei Frati Minori dell'Emilia-Romagna/Crioma S.r.l. | Con la partecipazione de Le Verdi Note dell'Antoniano e del Piccolo Coro "Mariele Ventre" dell'Antoniano |
| 2016 | Digimon                            | 3:09   | Bruno Tibaldi                                           | Stefano Lucato e Antonio Summa Arrangiamento: Massimo Galletti, Cristian Lugnani e Francesco Mariani         | 50th Cartoon Music Contest – Gold Compilation 2016 | Crioma S.r.l./Rai Com S.p.A.                                                                     | — |
| 2016 | È un Azzurro Albero                | 2:57   | Roberto Piumini                                         | Giovanni Maria Caviezel Arrangiamento: Massimo Galletti, Cristian Lugnani e Francesco Mariani                | 50th Cartoon Music Contest – Gold Compilation 2016 | Crioma S.r.l./Rai Com S.p.A.                                                                     | — |
| 2016 | Guru Guru il girotondo della magia | 2:58   | Francesco Di Sanzo                                      | Stefano Lucato e Bruno Tibaldi Arrangiamento: Massimo Galletti, Cristian Lugnani e Francesco Mariani         | 50th Cartoon Music Contest – Gold Compilation 2016 | Crioma S.r.l./Rai Com S.p.A.                                                                     | — |
| 2016 | La magia che fa volare             | 3:28   |                                                         | Mariagrazia Cucchi e Veronica Niccolai Arrangiamento: Massimo Galletti, Cristian Lugnani e Francesco Mariani | #le sigle più belle                                | Crioma S.r.l.                                                                                    | Sigla della cinquantesima edizione della manifestazione Lucca Comics & Games                             |
| 2016 | La magia che fa volare             | 3:37   |                                                         | Mariagrazia Cucchi e Veronica Niccolai Arrangiamento: Massimo Galletti, Cristian Lugnani e Francesco Mariani | 50th Cartoon Music Contest – Gold Compilation 2016 | Crioma S.r.l.                                                                                    | Versione estesa                                                                                          |
| 2016 | Trenino Thomas Dance               | 2:09   |                                                         | Steven D'Angelo e Terry Tompkins Adattamento italiano: Cristina D'Avena                                      | —                                                  | Eggplant LF, Inc./Crioma S.r.l.                                                                  | — |

#### 2017
| Anno | Titolo                                       | Durata | Testo                                                                            | Musica | Pubblicazione                  | Edizioni musicali                               | Note |
| ---- | -------------------------------------------- | ------ | -------------------------------------------------------------------------------- | --- | ------------------------------ | ----------------------------------------------- | --- |
| 2017 | All'arrembaggio!                             | 2:52   | Alessandra Valeri Manera                                                         | Max Longhi e Giorgio Vanni Arrangiamento: Arianna Mereu e Andrea Papazzoni                                                                 | Duets – Tutti cantano Cristina | Warner Chappell Music Italiana S.r.l.           | - Reinterpretazione del brano originale - Featuring Alessio Bernabei |
| 2017 | Alza gli occhi e vai                         | 3:35   | Andrea Lo Vecchio e Renzo Talamoni                                               | Carmelo Carucci, Gianfranco Fasano, Gaetano La Candia, Riccardo Lasero e Alessio Saglia                                                    | Alza gli occhi e vai           | —                                               | - Brano realizzato per l'omonima campagna benefica di raccolta fondi a sostegno della popolazione di Amatrice (RI), uno dei comuni maggiormente colpiti dagli eventi sismici verificatisi nel Centro Italia nel corso del 2016 e del 2017 - Con la partecipazione di Enzo Draghi, Piero Cassano, Franco Fasano, Benedetta Iardella, Mirko Saglia, Ninni Carucci, Carola Saglia, Paolo Picutti, Alessio Saglia, Clara Serina, Giorgio Vanni, Paolo Tuci, I Piccoli Cantori di Milano e Pietro Ubaldi |
| 2017 | Che campioni Holly e Benji!!!                | 3:17   | Alessandra Valeri Manera                                                         | Silvio Amato Arrangiamento: William Medini e Davide Tagliapietra                                                                           | Duets – Tutti cantano Cristina | Warner Chappell Music Italiana S.r.l.           | - Reinterpretazione del brano originale - Featuring Benji & Fede |
| 2017 | È quasi magia, Johnny!                       | 2:58   | Alessandra Valeri Manera                                                         | Carmelo Carucci Arrangiamento: William D'Angelo, Davide Fioravanti, Nacor Fischetti, Matteo Grandoni, Daniele Incicco e Alessandro Mariani | Duets – Tutti cantano Cristina | Warner Chappell Music Italiana S.r.l.           | - Reinterpretazione del brano originale - Featuring La Rua |
| 2017 | I Puffi sanno                                | 3:08   | Alessandra Valeri Manera                                                         | Vincenzo Draghi Arrangiamento: Valeriano Chiaravalle                                                                                       | Duets – Tutti cantano Cristina | Warner Chappell Music Italiana S.r.l.           | - Reinterpretazione del brano originale - Featuring Michele Bravi |
| 2017 | Jem                                          | 3:00   | Alessandra Valeri Manera                                                         | Carmelo Carucci Arrangiamento: Luca Mattioni                                                                                               | Duets – Tutti cantano Cristina | Warner Chappell Music Italiana S.r.l.           | - Reinterpretazione del brano originale - Featuring Emma |
| 2017 | Kiss Me Licia                                | 3:07   | Baby K e Alessandra Valeri Manera                                                | Giordano Bruno Martelli Arrangiamento: Rocco Rampino                                                                                       | Duets – Tutti cantano Cristina | Warner Chappell Music Italiana S.r.l.           | - Reinterpretazione del brano originale - Featuring Baby K |
| 2017 | L'estate migliore che c'è                    | 3:16   | Cristina D'Avena e Arianna Mereu                                                 | Cristina D'Avena e Andrea Papazzoni | L'estate migliore che c'è      | Crioma S.r.l./Nuvole e Sole Produzioni Musicali | Sigla della decima edizione della manifestazione Padova Pride Village |
| 2017 | L'incantevole Creamy                         | 2:37   | Alessandra Valeri Manera                                                         | Giordano Bruno Martelli Arrangiamento: William Medini e Davide Tagliapietra                                                                | Duets – Tutti cantano Cristina | Warner Chappell Music Italiana S.r.l.           | - Reinterpretazione del brano originale - Featuring Francesca Michielin |
| 2017 | Magica, magica Emi                           | 3:24   | Alessandra Valeri Manera                                                         | Giordano Bruno Martelli Arrangiamento: Luca Mattioni                                                                                       | Duets – Tutti cantano Cristina | Warner Chappell Music Italiana S.r.l.           | - Reinterpretazione del brano originale - Featuring Arisa |
| 2017 | Mila e Shiro due cuori nella pallavolo       | 2:51   | Alessandra Valeri Manera                                                         | Carmelo Carucci Arrangiamento: Luca Mattioni                                                                                               | Duets – Tutti cantano Cristina | Warner Chappell Music Italiana S.r.l.           | - Reinterpretazione del brano originale - Featuring Annalisa |
| 2017 | Nanà Supergirl                               | 3:24   | Alessandra Valeri Manera                                                         | Piero Cassano Arrangiamento: William Medini e Davide Tagliapietra                                                                          | Duets – Tutti cantano Cristina | Warner Chappell Music Italiana S.r.l.           | - Reinterpretazione del brano originale - Featuring Giusy Ferreri |
| 2017 | Noi Puffi siam così                          | 3:39   | Alessandra Valeri Manera                                                         | Max Longhi e Giorgio Vanni | Noi Puffi siam così            | Crioma S.r.l./Twenty Fifteen Avenue Music, Inc. | Brano tratto dalla colonna sonora del film I Puffi – Viaggio nella foresta segreta |
| 2017 | Occhi di Gatto                               | 3:40   | Alessandra Valeri Manera                                                         | Carmelo Carucci Arrangiamento: William Medini e Davide Tagliapietra                                                                        | Duets – Tutti cantano Cristina | Warner Chappell Music Italiana S.r.l.           | - Reinterpretazione del brano originale - Featuring Loredana Bertè |
| 2017 | Piattaforma                                  | 4:11   | Stefano Belisari, Davide Luca Civaschi, Sergio Conforti e Nicola Riccardo Fasani | Stefano Belisari e Rocco Tanica | Arrivedorci                    | Hukapan S.r.l.                                  | - Elio e le Storie Tese featuring Cristina D'Avena - Esibizione dal vivo al Mediolanum Forum di Assago (MI) del 19 dicembre 2017 |
| 2017 | Piccoli problemi di cuore                    | 4:17   | Alessandra Valeri Manera                                                         | Gianfranco Fasano Arrangiamento: Luca Mattioni                                                                                             | Duets – Tutti cantano Cristina | Warner Chappell Music Italiana S.r.l.           | - Reinterpretazione del brano originale - Featuring Ermal Meta |
| 2017 | Pollon, Pollon combinaguai                   | 3:35   | Vladimiro Albera, Alessandro Aleotti e Alessandra Valeri Manera                  | Piero Cassano Arrangiamento: Riccardo Pietro Garifo e Marco Zangirolami                                                                    | Duets – Tutti cantano Cristina | Warner Chappell Music Italiana S.r.l.           | - Reinterpretazione del brano originale - Featuring J-Ax |
| 2017 | Sailor Moon                                  | 3:15   | Alessandra Valeri Manera                                                         | Carmelo Carucci Arrangiamento: William Medini e Davide Tagliapietra                                                                        | Duets – Tutti cantano Cristina | Warner Chappell Music Italiana S.r.l.           | - Reinterpretazione del brano originale - Featuring Chiara |
| 2017 | Siamo fatti così (Esplorando il corpo umano) | 2:31   | Alessandra Valeri Manera                                                         | Massimiliano Pani Arrangiamento: Riccardo Pietro Garifo e Marco Zangirolami                                                                | Duets – Tutti cantano Cristina | Warner Chappell Music Italiana S.r.l.           | - Reinterpretazione del brano originale - Featuring Elio |
| 2017 | Una spada per Lady Oscar                     | 3:34   | Alessandra Valeri Manera                                                         | Carmelo Carucci Arrangiamento: William Medini e Davide Tagliapietra                                                                        | Duets – Tutti cantano Cristina | Warner Chappell Music Italiana S.r.l.           | - Reinterpretazione del brano originale - Featuring Noemi |

#### 2018-2024
| Anno | Titolo                                    | Durata | Testo                                                                 | Musica                                                                             | Pubblicazione                             | Edizioni musicali | Note |
| ---- | ----------------------------------------- | ------ | --------------------------------------------------------------------- | ---------------------------------------------------------------------------------- | ----------------------------------------- | --- | --- |
| 2018 | Alvin rock 'n' roll                       | 3:06   | Alessandra Valeri Manera                                              | Carmelo Carucci Arrangiamento: Antonio Stash Fiordispino                           | Duets Forever – Tutti cantano Cristina    | Warner Chappell Music Italiana S.r.l.                                                                                | - Reinterpretazione del brano originale - Featuring The Kolors |
| 2018 | Batman                                    | 3:31   | Alessandra Valeri Manera                                              | Carmelo Carucci Arrangiamento: Davide Tagliapietra                                 | Duets Forever – Tutti cantano Cristina    | Warner Chappell Music Italiana S.r.l.                                                                                | - Reinterpretazione del brano originale - Featuring Le Vibrazioni |
| 2018 | Canzone dei Puffi                         | 3:07   | Victor Szëll Adattamento italiano: Alessandra Valeri Manera           | Dan Lacksman Arrangiamento: Davide Tagliapietra                                    | Duets Forever – Tutti cantano Cristina    | Warner Chappell Music Italiana S.r.l.                                                                                | - Reinterpretazione del brano originale - Featuring Patty Pravo - Con la partecipazione di Fabio De Luigi |
| 2018 | D'Artagnan e i moschettieri del Re        | 3:38   | Alessandra Valeri Manera                                              | Carmelo Carucci Arrangiamento: Luca Mattioni                                       | Duets Forever – Tutti cantano Cristina    | Warner Chappell Music Italiana S.r.l.                                                                                | - Reinterpretazione del brano originale - Featuring Il Volo |
| 2018 | Doraemon                                  | 3:58   | Vito Ventura e Alessandra Valeri Manera                               | Max Longhi e Giorgio Vanni Arrangiamento: Giacomo Roggia                           | Duets Forever – Tutti cantano Cristina    | Warner Chappell Music Italiana S.r.l.                                                                                | - Reinterpretazione del brano originale - Featuring Shade |
| 2018 | Georgie                                   | 2:33   | Alessandra Valeri Manera                                              | Vladimiro Albera e Alberto Baldan Bembo Arrangiamento: Luca Mattioni               | Duets Forever – Tutti cantano Cristina    | Warner Chappell Music Italiana S.r.l.                                                                                | - Reinterpretazione del brano originale - Featuring Dolcenera |
| 2018 | I ragazzi della Senna                     | 3:06   | Alessandra Valeri Manera                                              | Augusto Martelli Arrangiamento: Davide Tagliapietra                                | Duets Forever – Tutti cantano Cristina    | Warner Chappell Music Italiana S.r.l.                                                                                | - Reinterpretazione del brano originale - Featuring Fabrizio Moro |
| 2018 | Il mistero della Pietra Azzurra           | 3:44   | Alessandra Valeri Manera                                              | Carmelo Carucci Arrangiamento: Davide Tagliapietra                                 | Duets Forever – Tutti cantano Cristina    | Warner Chappell Music Italiana S.r.l.                                                                                | - Reinterpretazione del brano originale - Featuring Alessandra Amoroso |
| 2018 | Memole dolce Memole                       | 3:11   | Alessandra Valeri Manera                                              | Giordano Bruno Martelli Arrangiamento: Marco Zangirolami                           | Duets Forever – Tutti cantano Cristina    | Warner Chappell Music Italiana S.r.l.                                                                                | - Reinterpretazione del brano originale - Featuring Elisa |
| 2018 | Papà Gambalunga                           | 3:21   | Alessandra Valeri Manera                                              | Carmelo Carucci Arrangiamento: Valeriano Chiaravalle                               | Duets Forever – Tutti cantano Cristina    | Warner Chappell Music Italiana S.r.l.                                                                                | - Reinterpretazione del brano originale - Featuring Federica Carta |
| 2018 | Pollyanna                                 | 2:57   | Alessandra Valeri Manera                                              | Carmelo Carucci Arrangiamento: Davide Tagliapietra                                 | Duets Forever – Tutti cantano Cristina    | Warner Chappell Music Italiana S.r.l.                                                                                | - Reinterpretazione del brano originale - Featuring Malika Ayane |
| 2018 | Robin Hood                                | 3:22   | Alessandra Valeri Manera                                              | Carmelo Carucci Arrangiamento: Davide Tagliapietra                                 | Duets Forever – Tutti cantano Cristina    | Warner Chappell Music Italiana S.r.l.                                                                                | - Reinterpretazione del brano originale - Featuring Max Pezzali |
| 2018 | Rossana                                   | 4:42   | Alessandra Valeri Manera                                              | Gianfranco Fasano Arrangiamento: Davide Tagliapietra                               | Duets Forever – Tutti cantano Cristina    | Warner Chappell Music Italiana S.r.l.                                                                                | - Reinterpretazione del brano originale - Featuring Nek |
| 2018 | Sailor Moon e il Cristallo del Cuore      | 3:25   | Alessandra Valeri Manera                                              | Carmelo Carucci Arrangiamento: Luca Mattioni                                       | Duets Forever – Tutti cantano Cristina    | Warner Chappell Music Italiana S.r.l.                                                                                | - Reinterpretazione del brano originale - Featuring Carmen Consoli |
| 2018 | Ti voglio bene Denver                     | 3:12   | Alessandra Valeri Manera                                              | Carmelo Carucci Arrangiamento: Fabio Gargiulo, Enrico Roberto e Massimo Sciannamea | Duets Forever – Tutti cantano Cristina    | Warner Chappell Music Italiana S.r.l.                                                                                | - Reinterpretazione del brano originale - Featuring Lo Stato Sociale |
| 2018 | Vola mio Mini Pony                        | 2:55   | Alessandra Valeri Manera                                              | Carmelo Carucci Arrangiamento: Luca Mattioni                                       | Duets Forever – Tutti cantano Cristina    | Warner Chappell Music Italiana S.r.l.                                                                                | - Reinterpretazione del brano originale - Featuring Elodie |
| 2019 | Cavalca il vento                          | 3:25   | Davide Quatraro (adattamento italiano)                                | Jacob Kasher Hindlin, Meghan Trainor e Andrew Michael Wells                        | —                                         | KMR Music Royalties II SCSp/Prescription Songs℠ Music Publishing and Licensing/Kobalt Music Publishing Italia Ltd.   | Brano tratto dalla colonna sonora del film Playmobil: The Movie |
| 2019 | Centouno Dalmatian Street                 | 0:54   | Lorena Brancucci (adattamento italiano)                               | Kathryn D. Raio e Johnathan P. Rende                                               | 101 Dalmatian Street                      | Walt Disney Music Company, Inc./Wonderland Music Company, Inc./Universal Music Publishing Ricordi S.r.l.             | Sigla di apertura della serie animata 101 Dalmatian Street |
| 2019 | Grandi avventure                          | 0:32   | Mattel Italy S.r.l. (adattamento italiano)                            | Noah Berg, Kevin Roberge e Carl Alan Taylor                                        | —                                         | Gullane (Thomas) Limited/EMI Music Publishing Ltd./Sony/ATV Music Publishing LLC./EMI Music Publishing Italia S.r.l. | Sigla della serie animata Il trenino Thomas – Grandi avventure! |
| 2019 | Nel cuore solo il calcio (più in alto)    | 3:00   | Giordano Cremona, Cristina D'Avena, Jacopo Ettorre e Federico Mercuri | Giordano Cremona, Cristina D'Avena, Jacopo Ettorre e Federico Mercuri              | Nel cuore solo il calcio                  | Boing S.p.A./RTI S.p.A.                                                                                              | Brano dedicato alla serie animata Captain Tsubasa |
| 2019 | Senza farlo apposta                       | 3:35   | Jacopo Ettorre e Vito Ventura                                         | Giacomo Roggia                                                                     | Senza farlo apposta                       | Red Music Edizioni Musicali S.a.s./SM Publishing (Italy) S.r.l.                                                      | Shade & Federica Carta featuring Cristina D'Avena |
| 2019 | Tutta d'un fiato (fino al fischio finale) | 3:08   | Giordano Cremona, Cristina D'Avena, Jacopo Ettorre e Federico Mercuri | Giordano Cremona, Cristina D'Avena, Jacopo Ettorre e Federico Mercuri              | Tutta d'un fiato (fino al fischio finale) | Boing S.p.A./RTI S.p.A.                                                                                              | Sigla della serie animata Captain Tsubasa |
| 2020 | Faccio la brava                           | 3:06   | Cristina D'Avena e Amedeo Preziosi                                    | Giulio Filotto, Matteo Giometto e Matteo Schiavo                                   | Faccio la brava                           | — | — |
| 2020 | Ma il cielo è sempre blu                  | 5:33   | Rino Gaetano Arrangiamento: —                                         | Rino Gaetano Arrangiamento: —                                                      | Ma il cielo è sempre blu                  | — | - Brano realizzato a sostegno del progetto benefico Il tempo della gentilezza, promosso da Amazon e ideato dalla Croce Rossa Italiana per supportare le persone con maggiori vulnerabilità sociali e sanitarie durante l'emergenza COVID-19 - Con la partecipazione di Alessandra Amoroso, Annalisa, Arisa, Baby K, Claudio Baglioni, Benji & Fede, Loredana Bertè, Boomdabash, Carl Brave, Michele Bravi, Bugo, Luca Carboni, Simone Cristicchi, Gigi D'Alessio, Dardust, Fred De Palma, Diodato, Dolcenera, Elodie, Emma, Fedez, Giusy Ferreri, Fabri Fibra, Fiorello, Francesco Gabbani, Alessandro Gaetano, Irene Grandi, Il Volo, Izi, Paolo Jannacci, J-Ax, Emis Killa, Levante, Lo Stato Sociale, Fiorella Mannoia, Marracash, Marco Masini, Ermal Meta, Gianni Morandi, Fabrizio Moro, Nek, Noemi, Rita Pavone, Piero Pelù, Max Pezzali, Pinguini Tattici Nucleari, Pupo, Raf, Eros Ramazzotti, Francesco Renga, Samuel, Francesco Sarcina, Saturnino, Takagi & Ketra, Umberto Tozzi e Ornella Vanoni |
| 2021 | Che campioni Holly e Benji!!!             | 3:14   | Alessandra Valeri Manera                                              | Silvio Amato                                                                       | Nel cuore solo il calcio                  | RTI S.p.A. | Versione solista ricantata |
| 2021 | Holly e Benjii due fuoriclasse            | 2:46   | Alessandra Valeri Manera                                              | Augusto Martelli                                                                   | Nel cuore solo il calcio                  | RTI S.p.A. | Cover dell'omonimo brano |
| 2021 | Holly e Benji Forever                     | 3:05   | Alessandra Valeri Manera                                              | Max Longhi e Giorgio Vanni                                                         | Nel cuore solo il calcio                  | RTI S.p.A. | Versione solista ricantata |
| 2022 | Calimero                                  | 3:10   | Alessandra Valeri Manera                                              | Gianfranco Fasano                                                                  | 40 - Il sogno continua                    | RTI S.p.A. | - Reinterpretazione del brano originale - Featuring Cristiano Malgioglio |
| 2022 | Il valzer del moscerino                   | 3:32   | Laura Zanin                                                           | Adriano Della Giustina                                                             | 40 - Il sogno continua                    | Cervino Edizioni Musicali S.r.l.                                                                                     | - Reinterpretazione del brano originale - Featuring Orietta Berti |
| 2022 | Hamtaro piccoli criceti, grandi avventure | 2:43   | Alessandra Valeri Manera                                              | Max Longhi e Giorgio Vanni                                                         | 40 - Il sogno continua                    | RTI S.p.A. | - Reinterpretazione del brano originale - Featuring Myss Keta |
| 2022 | La canzone di Carletto                    | 2:53   | Cristina D'Avena e Selina Galfo                                       | Cristiano Macrì                                                                    | —                                         | — | Con la partecipazione di Carletto (voce di Luca Dal Fabbro) camaleonte dei Sofficini Findus |
| 2022 | L'altro Natale                            | 3:29   | Niccolò Agliardi                                                      | Antonio Calò                                                                       | 40 - Il sogno continua                    | — | — |
| 2022 | Magica Doremì                             | 3:30   | Alessandra Valeri Manera                                              | Max Longhi e Giorgio Vanni                                                         | 40 - Il sogno continua                    | RTI S.p.A. | - Reinterpretazione del brano originale - Featuring Lorella Cuccarini |
| 2022 | Mew Mew amiche vincenti                   | 3:42   | Alessandra Valeri Manera                                              | Cristiano Macrì                                                                    | 40 - Il sogno continua                    | RTI S.p.A. | - Reinterpretazione del brano originale - Featuring Elettra Lamborghini |
| 2022 | Pokémon                                   | 3:08   | Alessandra Valeri Manera                                              | Max Longhi e Giorgio Vanni                                                         | 40 - Il sogno continua                    | RTI S.p.A. | - Featuring Alfa |
| 2022 | Tazmania                                  | 3:11   | Alessandra Valeri Manera                                              | Carmelo Carucci                                                                    | 40 - Il sogno continua                    | RTI S.p.A./Warner Chappell Music Italiana S.p.A.                                                                     | - Reinterpretazione del brano originale - Featuring Albe |
| 2022 | What's My Destiny Dragon Ball             | 2:52   | Alessandra Valeri Manera                                              | Max Longhi e Giorgio Vanni                                                         | 40 - Il sogno continua                    | RTI S.p.A. | - Featuring Jr Stit |
| 2023 | Ti cercherò (Genshin Impact)              | 3:05   | Cristina D'Avena                                                      | Cristiano Macrì                                                                    | Ti cercherò (Genshin Impact)              | Crioma Music | Singolo dedicato al videogioco RPG Genshin Impact |
| 2024 | C'erano una volta gli oggetti             | 3:31   | Cristina D'Avena, Nicola Iazzi, Marco Poletto e Riccardo Scirè        | Cristina D'Avena, Nicola Iazzi, Marco Poletto e Riccardo Scirè                     | C'erano una volta gli oggetti             | RTI S.p.A. | Sigla della serie animata C'erano una volta... gli oggetti |
| 2025 | Occhi di FantaSanremo                     | 3:16   | Cristina D'Avena e Alessandra Valeri Manera                           | Ninni Carucci Arrangiamento: Enrico Melozzi                                        | Occhi di FantaSanremo                     | Crioma Music | — |
| 2025 | Tutto il carnevale che c'è                | 3:06   | Cristina D'Avena                                                      | Cristiano Macrì                                                                    | Tutto il carnevale che c'è                | Crioma Music | — |